# Architecture japonaise
L'architecture japonaise (日本建築, Nihon kenchiku) se caractérise traditionnellement par des structures en bois, légèrement surélevées, avec des toits de tuiles ou de chaume. Des portes coulissantes (fusuma) sont fréquemment utilisées comme cloisons, permettant de modifier la configuration d'un espace.
Au Japon comme dans de nombreux autres pays, l'architecture contemporaine reflète une approche globale et moderne des anciens modèles, qui n'a souvent que peu de rapports avec les constructions japonaises traditionnelles.
Un grand nombre de bâtiments qui subsistent aujourd'hui de l'architecture pré-moderne japonaise sont des châteaux, des maisons de thé, des temples bouddhistes et des sanctuaires shinto de style shinden-zukuri.
Mais de nombreuses habitations traditionnelles populaires minka sont bien visibles aussi et préservées aujourd'hui.

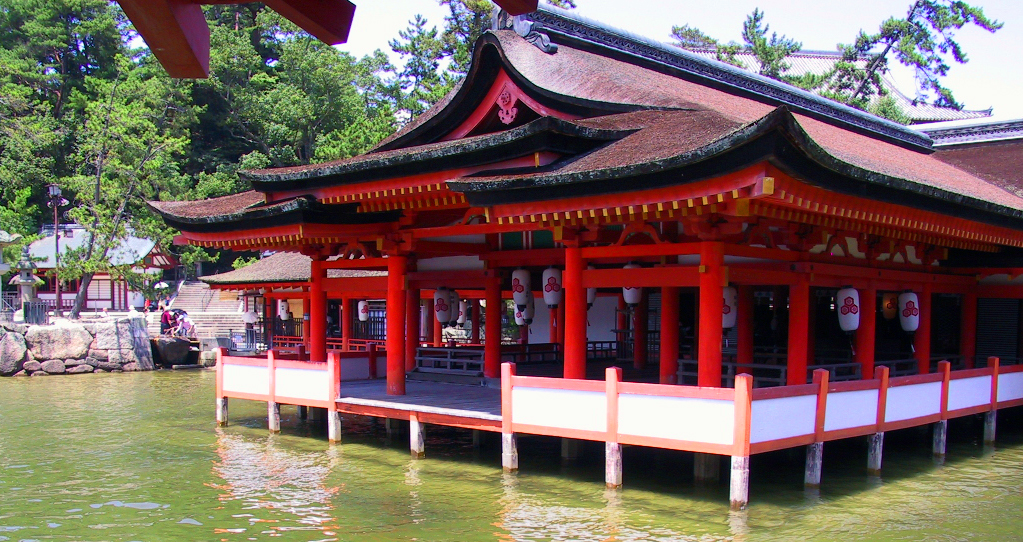
Le à marée haute (1168).

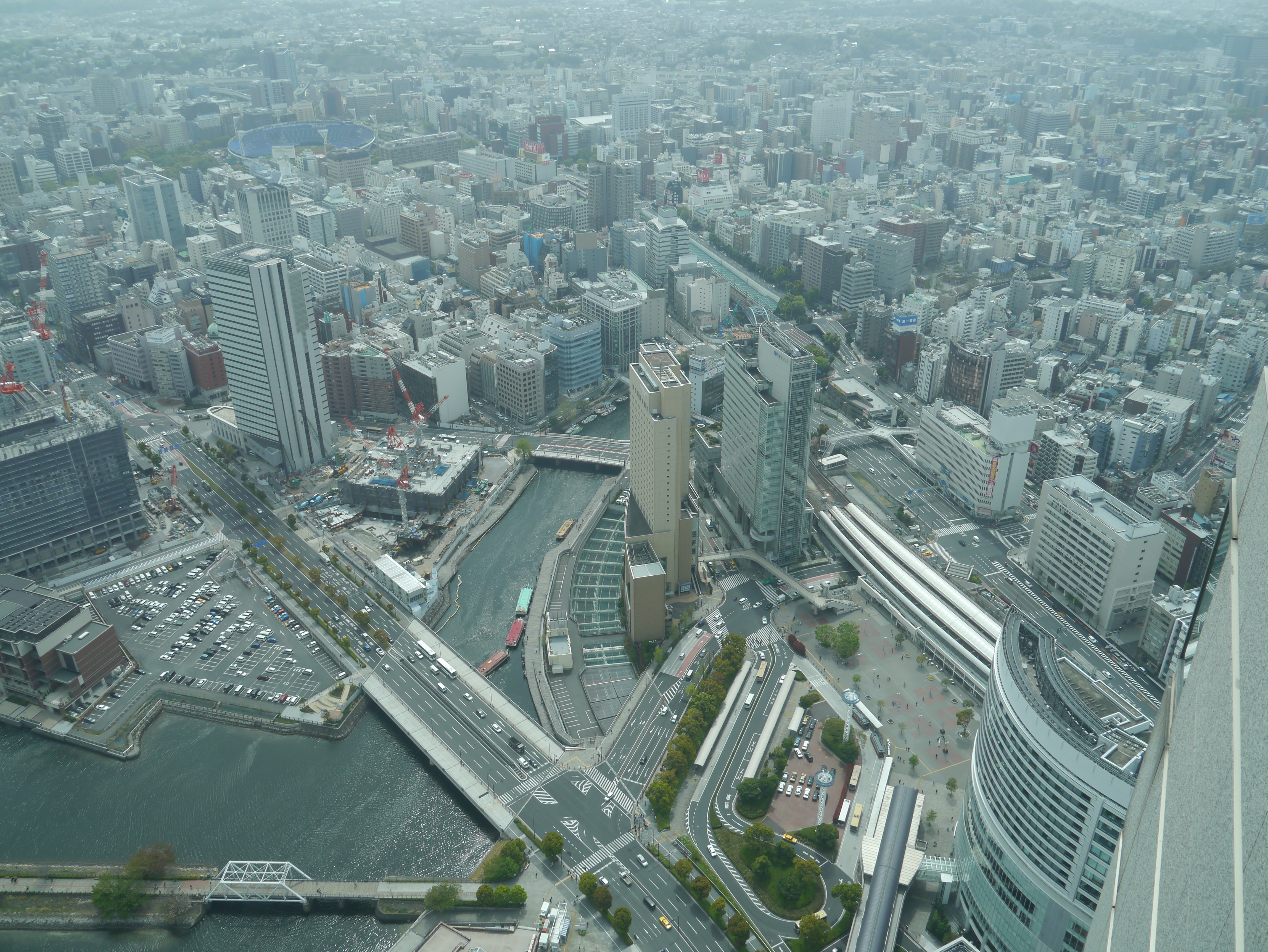
Panorama en 2018 sur Yokohama (Grand Tokyo) depuis la Landmark Tower (1993). Vue sur le chantier du Yokohama City Hall (Maki and Associates, 2020)

## Architecture traditionnelle

### Caractéristiques

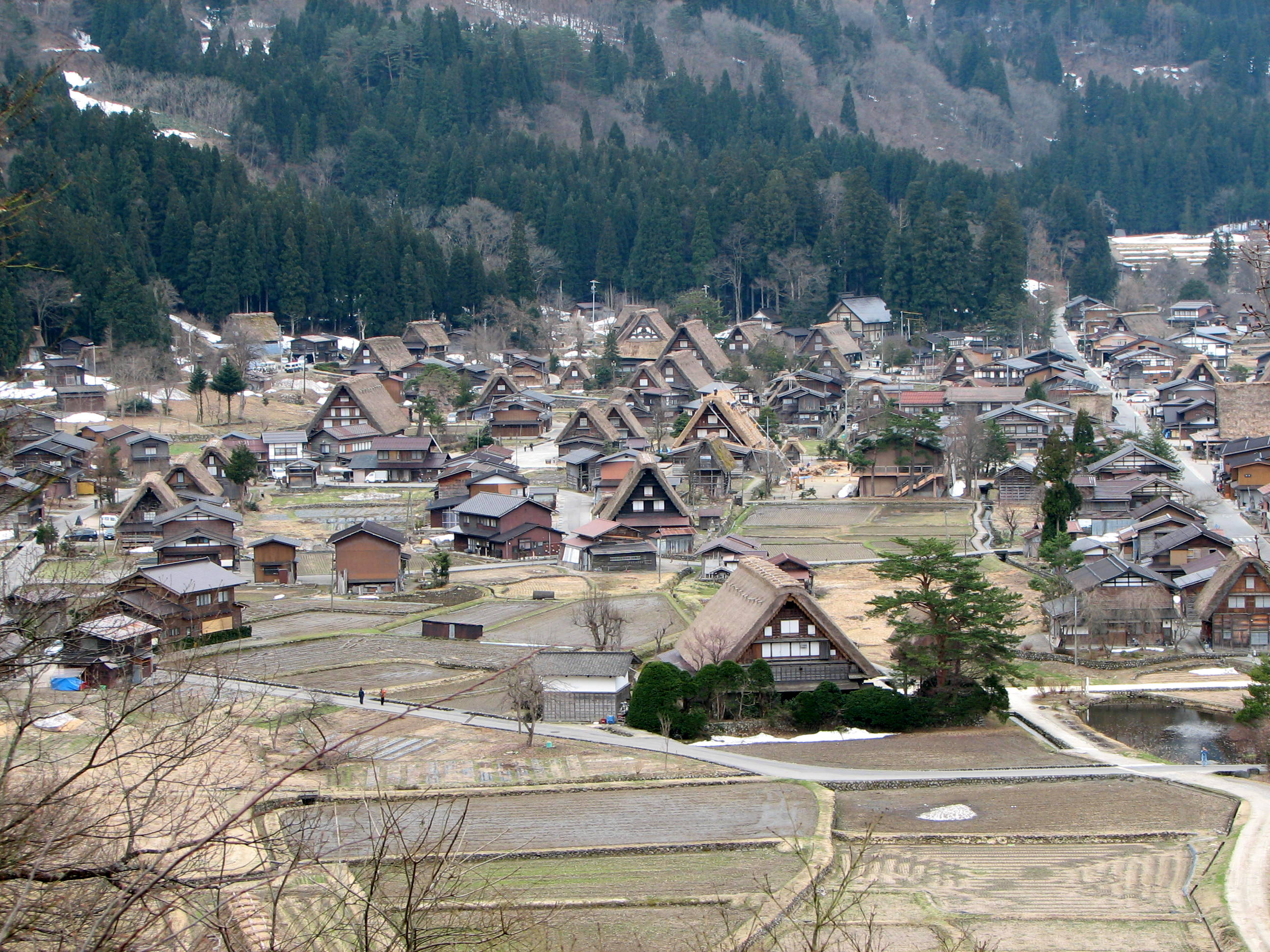
Le village d'Ogimachi. Shirakawa-gō, préfecture de Gifu.
Au patrimoine mondial de l'humanité

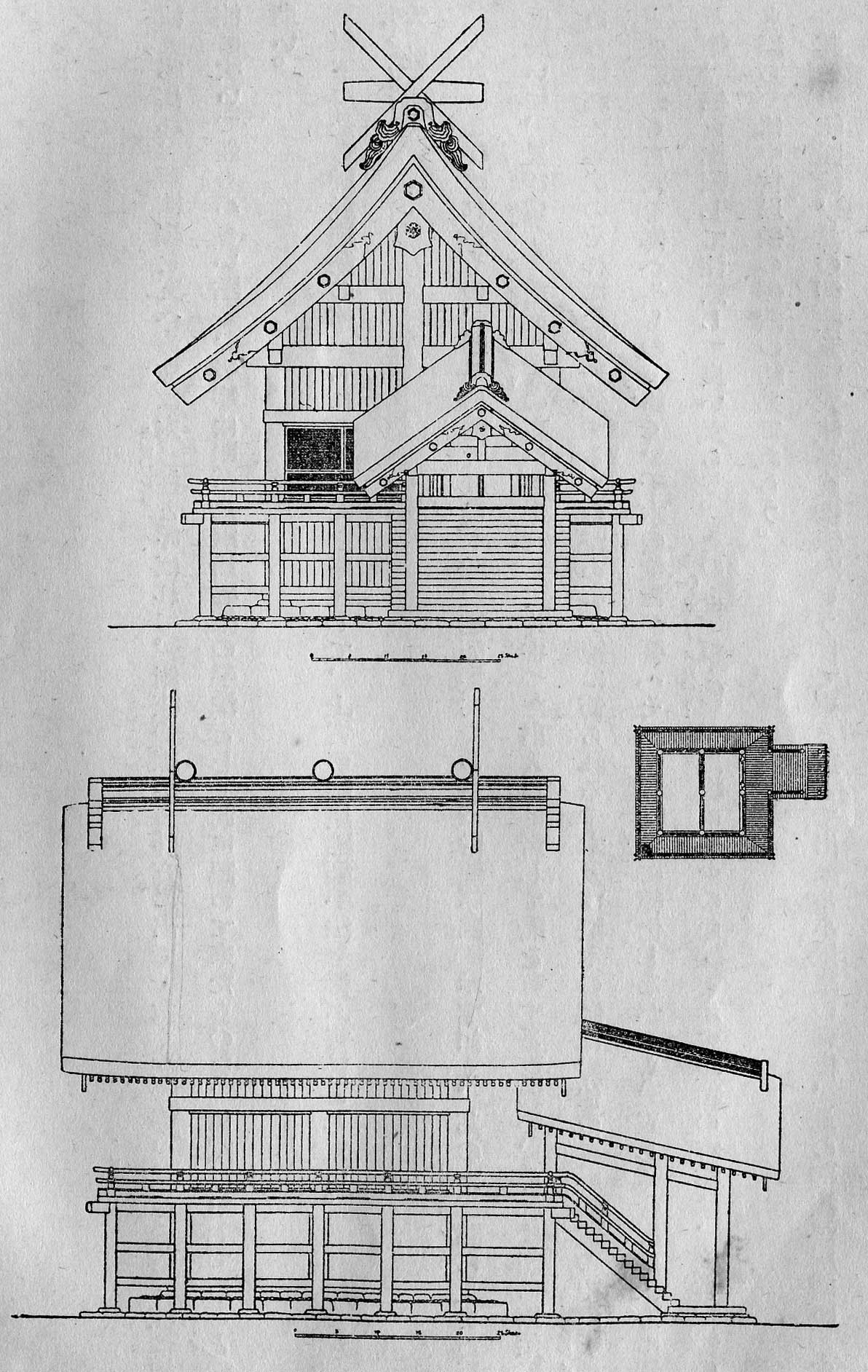
Honden, bâtiment principal du sanctuaire shinto Izumo-taisha

#### L'«essence» de l'architecture japonaise
L'« essence » de l'architecture japonaise ((en) japaneseness) est l'objet de débats sans fin depuis 1955. Pour les uns, c'est l'architecture de style shinden-zukuri, influencée par l'architecture chinoise, aux planchers surélevés et aux espaces libres, correspondant à l'architecture palatiale de l'époque de Heian. Pour les autres, c'est le style minka avec ses types bien distincts les uns des autres, qui se développe au niveau du sol, au contact de la terre, et dont la couverture repose sur de puissantes structures, poteaux et poutres, avec de vastes toits, l'architecture des habitations populaires traditionnelles.
Le bois est très présent dans l'architecture traditionnelle japonaise car il était efficace pour la résistance aux typhons et aux tremblements de terre. Le climat japonais étant humide, en particulier l'été, les planchers des bâtiments sont souvent surélevés et les espaces sont très ouverts pour assurer une bonne ventilation et prévenir l'apparition de moisissures.
Dans l'architecture traditionnelle, pour préserver les bois contre l'humidité, les insectes et les mousses les japonais utilisent le jus de kaki.
La maison traditionnelle japonaise, en bois et papier, est très ouverte sur la nature, avec des hivers où l'on ressent le froid dans la maison, l'odeur de la terre mouillée quand il pleut et l'air qui circule partout en été et donne une certaine sensation de fraîcheur.

#### Le permanent
En ce qui concerne la transmission du patrimoine architectural au Japon, l'une des caractéristiques les plus remarquées concerne la reconstruction à l'identique du sanctuaire shinto d'Ise, tous les 23 ans depuis le VIIe siècle. Contrairement à l'idée reçue en Occident, la reconstruction à l'identique, shikinen-zōtai, ne s'appliquait traditionnellement qu'aux grands sanctuaires shinto. Après 1868 avec l'ère Meiji, de fortes contraintes budgétaires ont été imposées aux sanctuaires shinto. Il leur était dorénavant interdit de pratiquer la reconstruction intégrale à côté du précédent, le zōtai. Ils firent, dès lors, comme les temples bouddhistes l'avaient fait auparavant, le démantèlement total ou partiel et la reconstruction après changement ou réparation des pièces défectueuses, procédé qui était autrefois appelé le zuihashūri .
Depuis l'ère Meiji le grand sanctuaire d'Ise est le seul à bénéficier du shikinen-zōtai, la reconstruction intégrale avec des matériaux neufs et à l'identique à côté du précédent. Cette reconstruction fait partie d'un rituel, le shikinen-sengū, ou « transfert du palais divin », au cours duquel les divinités, considérées comme des êtres vivants se voient offrir des repas chaque jour, leurs vêtements étaient régulièrement changés, leur chambre entretenue et, le moment venu, leurs demeures renouvelées. Le renouvellement (intégral ou partiel) de leurs demeures est reconduit cycliquement tous les 23 ans depuis le VIIe siècle. En dehors du sanctuaire d'Ise, environ 150 édifices shinto sont donc reconstruits avec réparations tous les 23 ans, alors que les édifices bouddhiques - dont le pavillon cultuel et la pagode du Hōryū-ji qui datent du VIIe siècle - ne sont démantelés pour être restaurés que tous les 100 voire 300 ans.
Au début de l'ère Meiji, la pratique traditionnelle qui intégrait la reproduction de l'existant fut modifiée par certaines idées empruntées à l'Occident, comme l'idée de retrouver l'état d'origine d'un bâtiment, suivant l'exemple de Viollet-le-Duc. Les excès en furent corrigés en 1901 et répondent, dès lors, aux exigences actuelles des normes occidentales. Le démantèlement de ces édifices et leur reconstruction ou leur réparation a beaucoup fait pour la transmission des savoirs artisanaux.

#### L'impermanent
La reconstruction des formes architecturales à l'identique à travers les siècles correspond à la permanence des rituels religieux et la légitimation du pouvoir de la famille impériale. À l'inverse, l'impermanence, le côté transitoire se retrouvent dans toute l'architecture japonaise ancienne. Yagasaki Zentarõ évoque ainsi une architecture fondée sur une trame de poteaux, soit menacée de pourrissement soit reposant sur des pierres, et donc déplaçable. Les assemblages de bois particulièrement sophistiqués le permettent. Elle est donc originellement précaire, provisoire et déplaçable. Ceci est particulièrement évident lorsque l'on voit comme les pavillons de thé ont été déplacés au cours des derniers siècles. Cette impermanence est tout aussi évidente lorsque l'on regarde le plan en escalier - comme un vol d'oies sauvages - de la célèbre villa impériale de Katsura. Chaque partie est rejetée à l'arrière de la précédente et offre ainsi des vues variées sur le jardin paysagé. Mais le concepteur, le prince Toshihito (1579-1629) n'édifia qu'une petite résidence. Il ne pouvait imaginer les agrandissements successifs, l'élargissement progressif des toits afin de raccorder les nouveaux bâtiments aux anciens et le beau motif en vol d'oies sauvages. Il ne pouvait pas plus imaginer que cet ensemble serait conservé tel quel et que les générations futures en feraient une œuvre représentative de toute l'architecture japonaise, évolutive.

## Histoire

### Périodes Asuka et Nara (de 538 à 784)

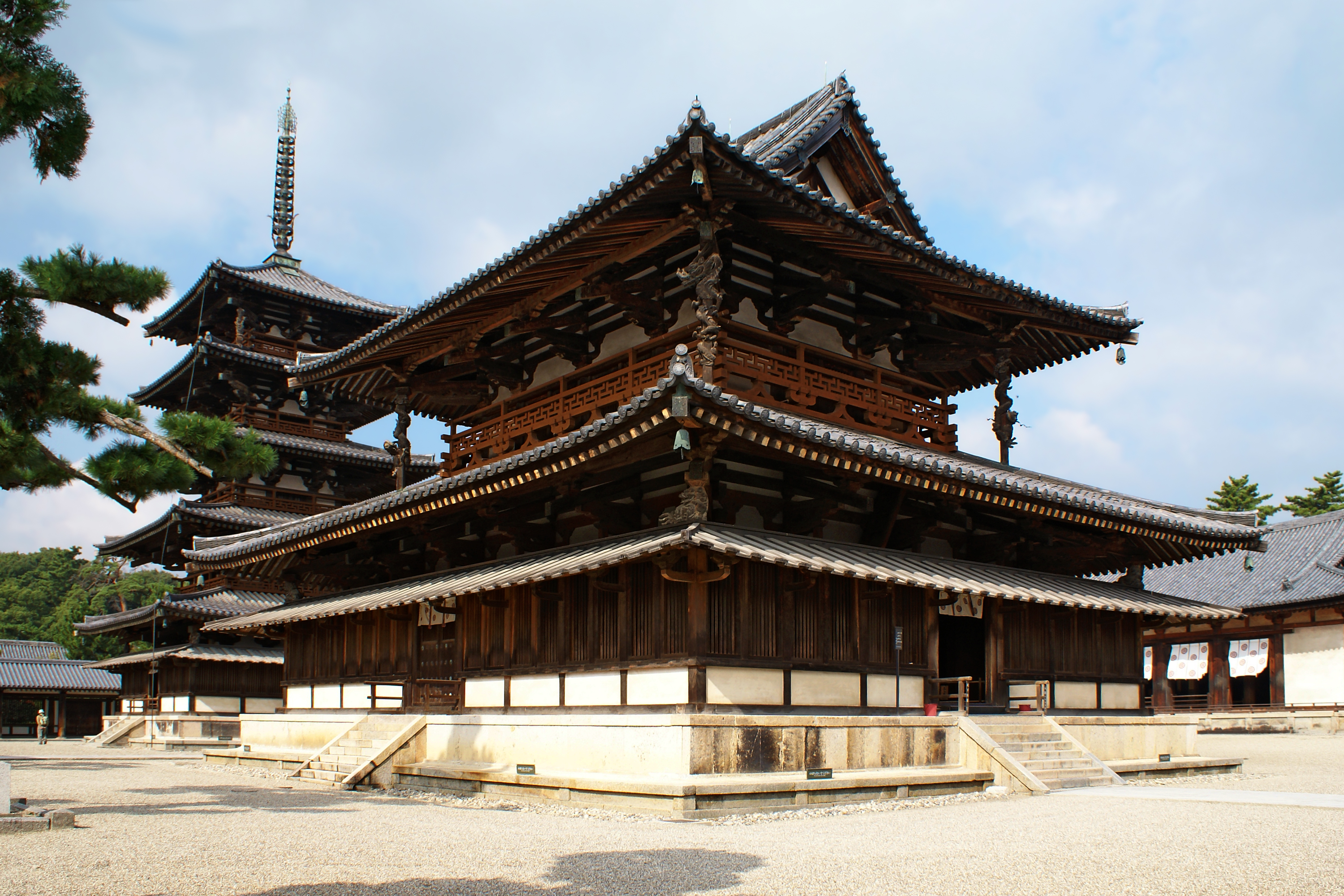
Hōryū-ji.

Les premières constructions Bouddhistes encore existantes au Japon, ainsi que les bâtiments en bois les plus anciens en Extrême-Orient se trouvent à Hōryū-ji (法隆寺, « temple de la Loi florissante ») dont la construction débuta en 607), au sud-ouest de Nara. Construit au début du VIIe siècle, ce temple privé du prince Shotoku (聖徳太子, Shōtoku taishi, 574-622), se compose de 41 bâtiments indépendants. Le plus important de tous étant le temple principal du culte, ou kondō (金堂, salle d'or), et le gojū-no-tō (五重の塔, pagode à cinq étages), érigé au centre d'un espace ouvert entouré par un cloître couvert. Le kondō, construit selon l'ordonnancement des temples du culte chinois, est une structure à deux étages faite d'un enchevêtrement poutres de piliers, recouverte par un irimoya (入母屋), un toit à pignon incliné élaboré à l'aide de tuiles en céramique.

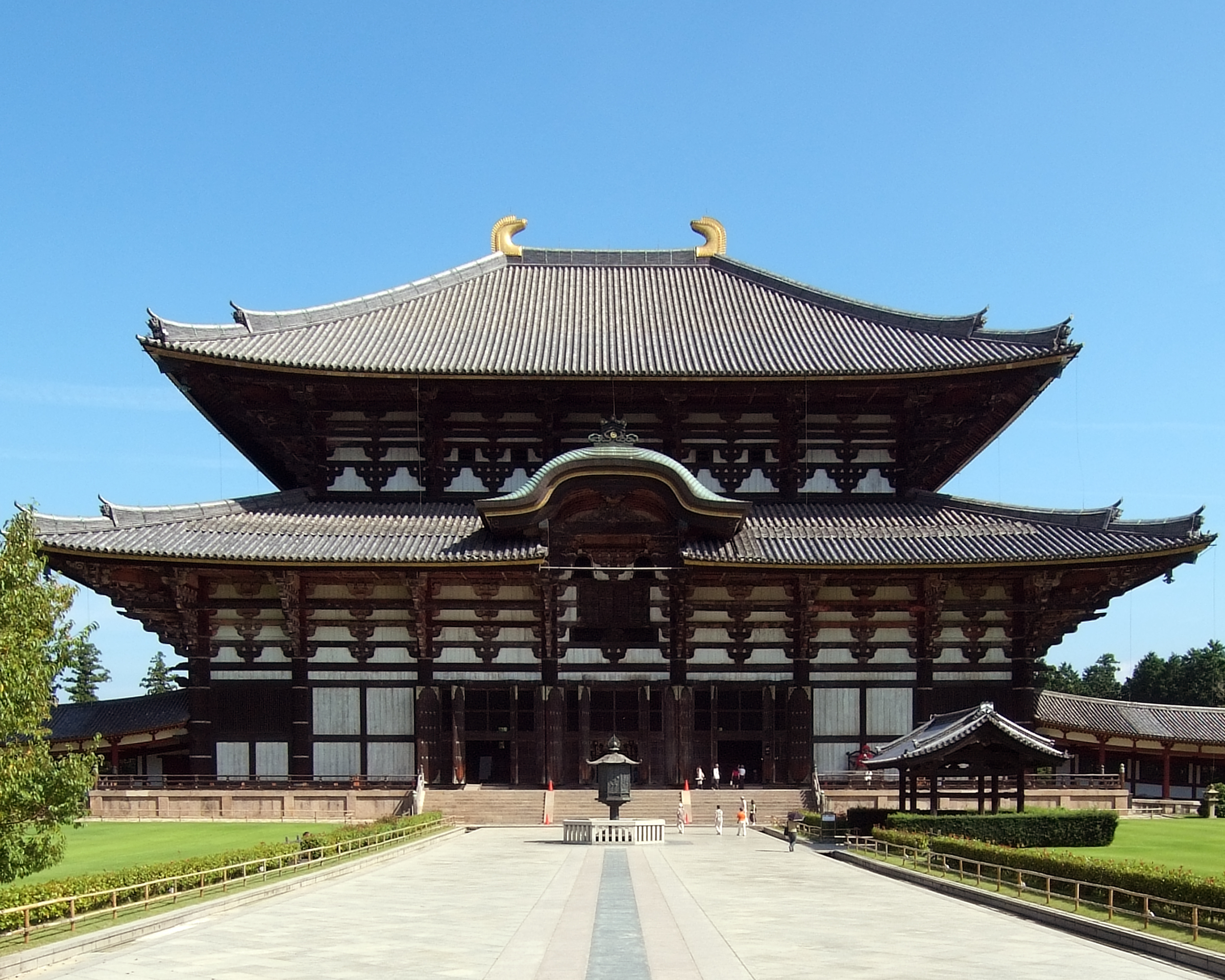
Daibutsu-den (« salle du Daibutsu ») au Tōdai-ji à Nara (reconstruction du XVIIe siècle).

La construction des temples du VIIIe siècle a été focalisée autour du Tōdai-ji (大寺) réalisé entre 745 et 752) à Nara. Construit comme le centre d'un réseau de temples provinciaux, le Tōdai-ji est le complexe religieux le plus ambitieux érigé au début de l'émergence du bouddhisme au Japon. Le Bouddha d'une hauteur de 14,98 m (achevé en 752) qui repose dans le temple principal, ou Daibutsu (大仏, « Grand Bouddha »), est un Bouddha Rushana (盧舎那仏), une figure représentant l'essence de la bouddhéité. De la même façon, Tōdai-ji représentait le centre du bouddhisme impérial, participant de manière importante à la diffusion du culte dans l'ensemble du Japon. Aujourd'hui, seuls quelques fragments de la statue originelle subsistent encore, le temple actuel et le Bouddha central étant des reconstructions de l'ère Edo.

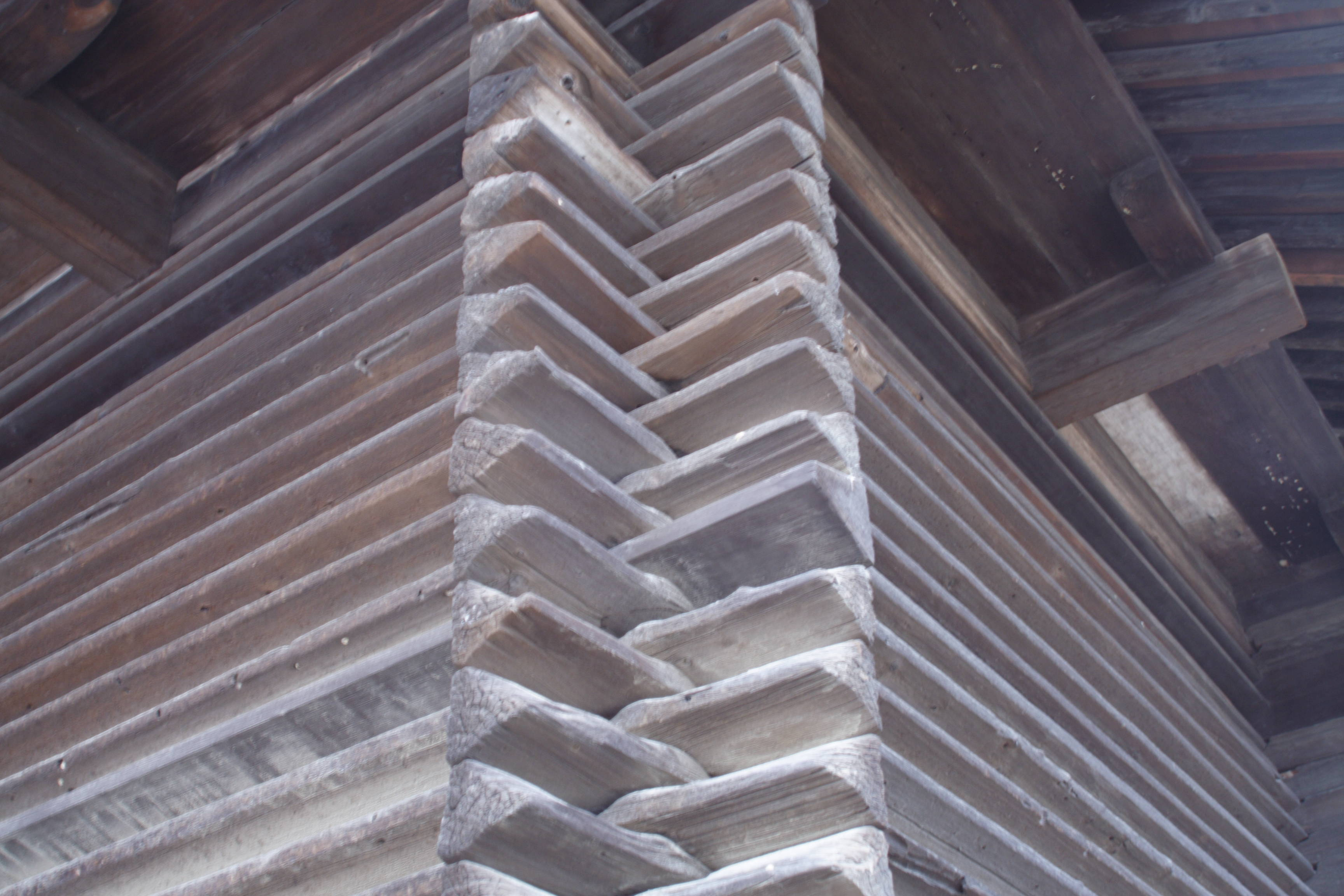
Détail d'architecture de type azekura-zukuri.

Le style azekura-zukuri (校倉造) au Shōsō-in (760) se caractérise par ses poutres de section triangulaire assemblées horizontalement et s'entrecroisant aux angles.

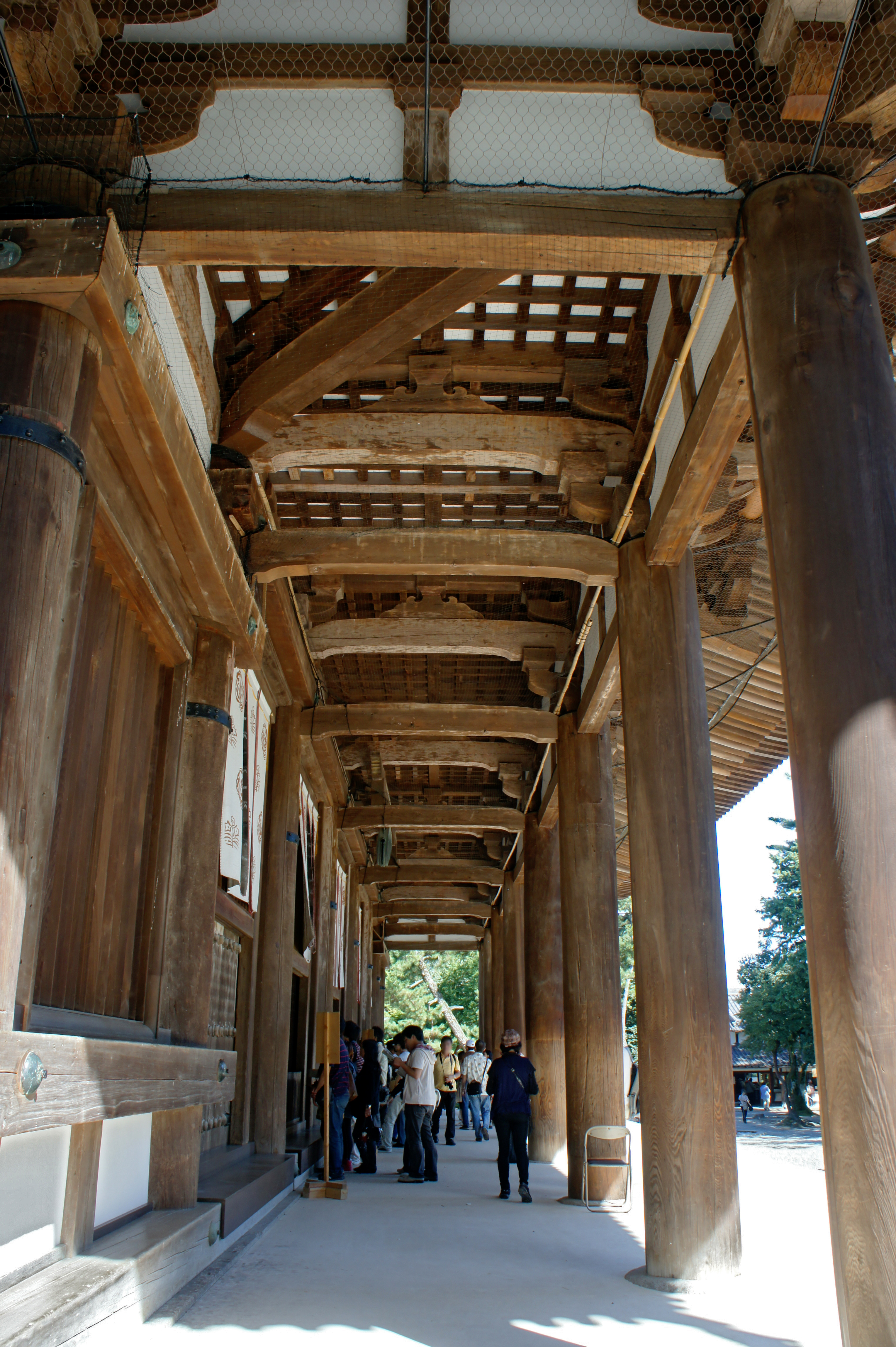
Kondo du Toshodai-ji, Nara. Vue des entraits et des kaerumata fermés de la travée de la façade

Le Toshodai-ji (v. 770), à Nara, un temple privé, ne pouvait pas avoir la taille des temples d'État. Pour compenser cette limite, une baie supplémentaire qui longe toute la façade permet de créer un vaste promenoir abrité (hisashi). Des entraits retroussés en arc-en-ciel s'étendent entre les piliers intérieurs et extérieurs de cet espace. Ceux-ci ont été ultérieurement redoublés par une poutre transversale.

### Époque de Heian (de 794 à 1185)

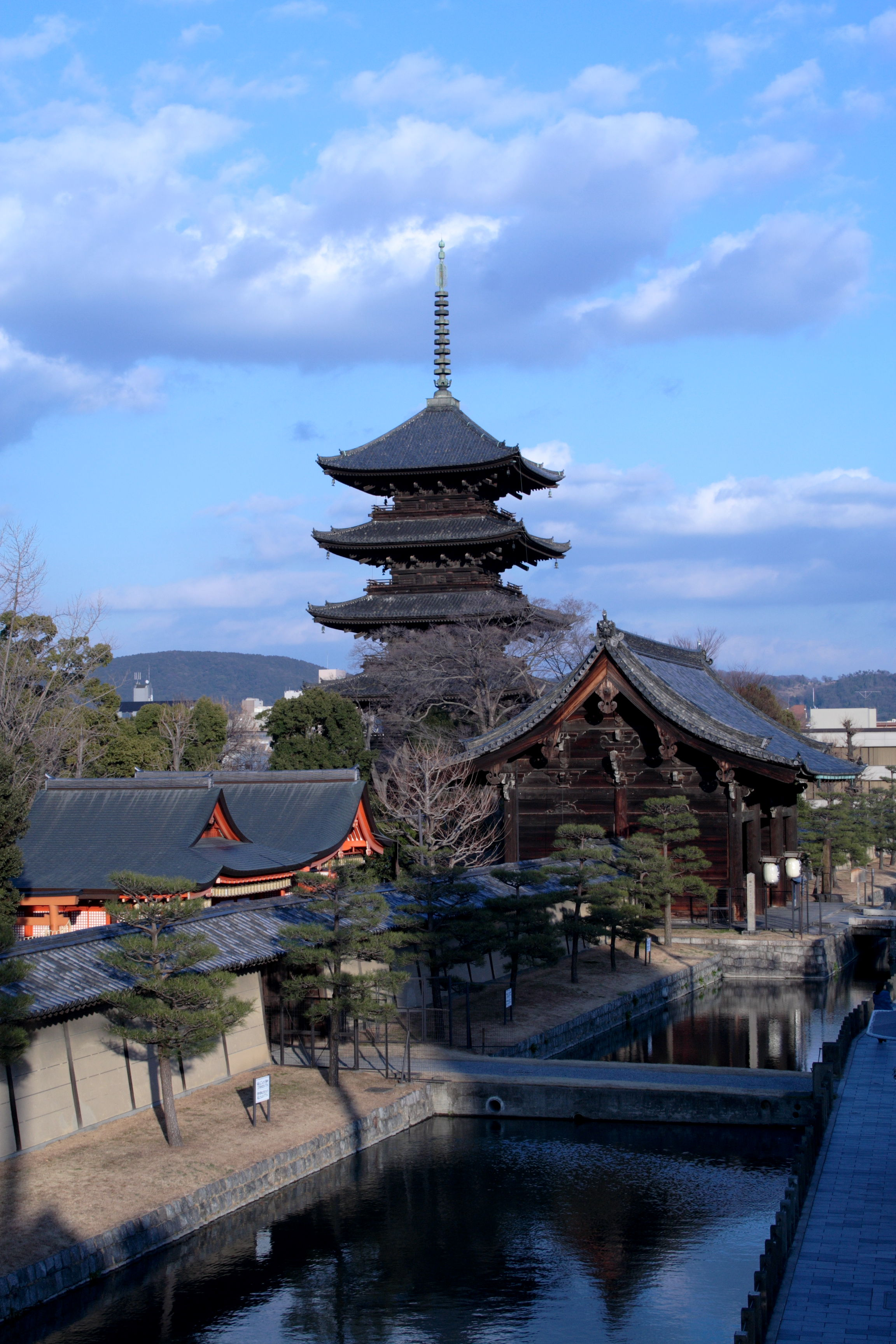
Le et sa pagode, près de Kyoto longtemps sous la direction de Kūkai (823).

En réaction à la prospérité et au pouvoir grandissant du bouddhisme organisé à Nara, le prêtre Kūkai (空海, 774-835), plus connu sous son titre posthume : Kōbō Daishi (弘法大師) voyagea jusqu'en Chine pour étudier le Shingon (真言), une forme de bouddhisme vajrayāna qu'il introduisit au Japon en 806. Au centre du culte Shingon se trouvent divers mandalas, diagrammes de l'univers spirituel qui influença le style de temple. L'architecture bouddhique japonaise adopta aussi le stūpa dans sa forme chinoise de pagode.
Les temples érigés pour cette nouvelle secte ont été construits dans les montagnes, loin de la cour et des profanes de la capitale. La topographie irrégulière de ces sites obligea les architectes japonais à repenser les problèmes de construction des temples et donc à choisir plus d'éléments de décor autochtones. Des toits en écorce de cyprès remplacèrent ceux en tuiles de céramique, des planches de bois furent utilisées à la place des sols en terre et un lieu de culte séparé fut ajouté en face du sanctuaire principal pour les laïcs.
Pendant l'époque Fujiwara, le bouddhisme Jōdo (淨土, bouddhisme de la « Terre pure »), qui offrait un salut facile grâce à la croyance en Amida (阿弥陀, le « Bouddha du paradis de l'Ouest »), devint populaire. En opposition, la noblesse de Kyoto développa une société dévouée à la recherche de l'élégance esthétique. Leur monde était si beau et rassurant qu'ils ne pouvaient pas concevoir que le Paradis en fût bien différent. La salle d'Amida, mêlant le
religieux et le profane, abrite une image ou plus de Bouddhas à l'intérieur d'une structure ressemblant aux manoirs de la noblesse.

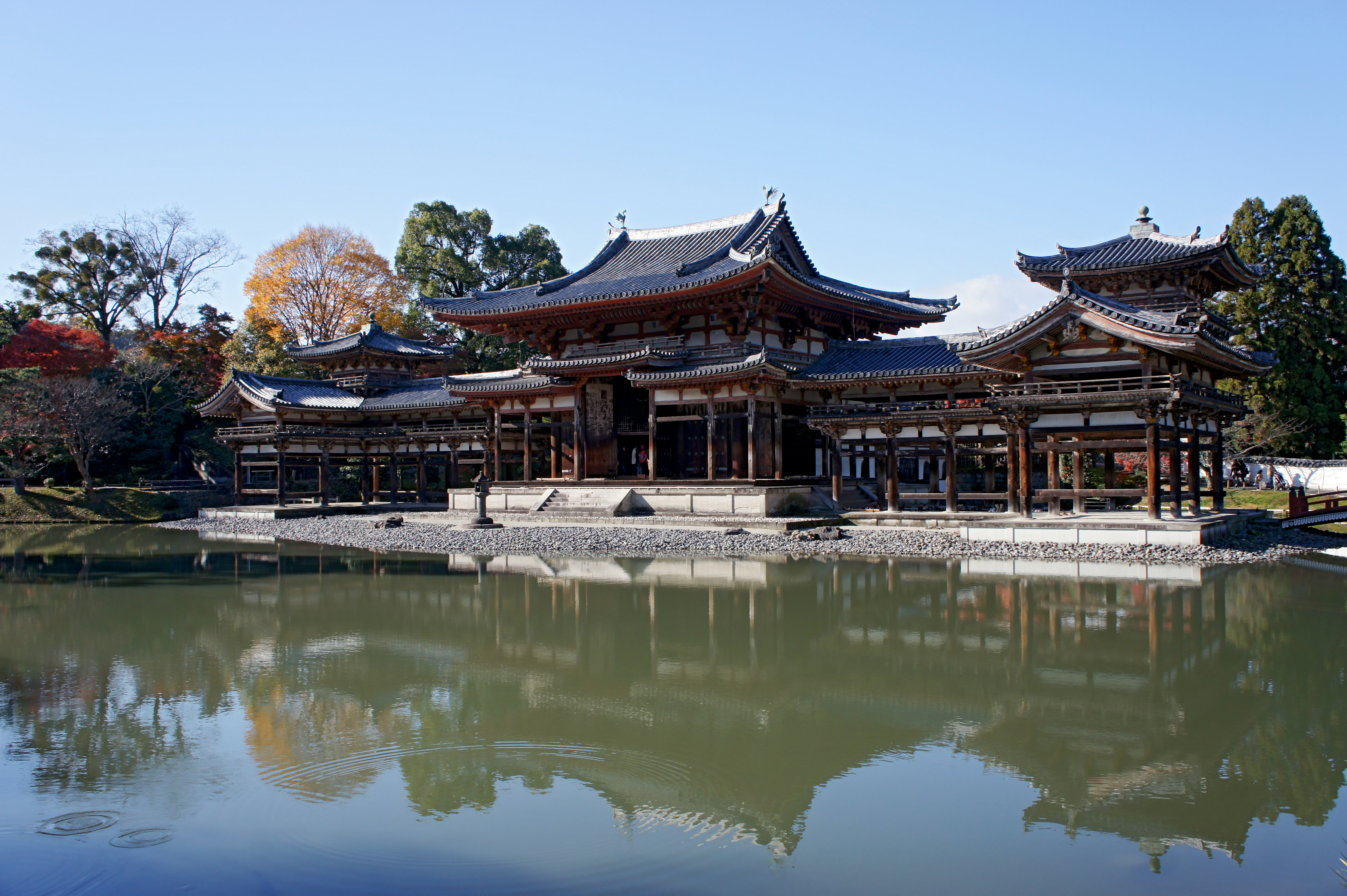
Le hōōdō du Byōdō-in à Uji près de Kyoto (1053).

Le hōōdō (« salle du phénix », achevée en 1052) du Byōdō-in (平等院), un temple dans l'Uji (宇治市,, uji-shi) au sud-est de Kyōto, est le type même des salles Amida de l'époque Fujiwara. Il se constitue d'une structure principale rectangulaire flanquée de deux ailes de couloirs en forme de « L » et d'un corridor de queue, situé à la lisière d'un large étang artificiel. À l'intérieur, une unique représentation dorée d'Amida (aux environs de 1053) est placée sur une haute plateforme. Cette sculpture a été réalisée par Jōchō (定朝, mort en 1057) qui utilisa de nouveaux canons de proportions ainsi qu'une nouvelle technique yosegi (寄木) qui consiste à tailler une statue dans plusieurs morceaux de bois et de les assembler par l'intérieur. Sur les murs sont gravés les reliefs en bois coloré de 52 effigies des Bosatsu (Bodhisattva) qui accompagnent Amida dans sa descente du Paradis de l'Ouest pour accueillir l'âme des fidèles à leur mort et les ramener dans des pétales de lotus. Cette descente, appelée raigō (来迎), peinte sur les portes en bois du hōōdō, est un exemple précurseur du yamato-e (大和絵, un style de peinture japonais) car elle contient des représentations des paysages autour de Kyōto. Le hōōdō est actuellement un musée.

### Époque de Kamakura (de 1185 à 1333)
Pendant l'époque Kamakura, l'architecture japonaise connait des avancées technologiques qui divergent du style chinois, avec l'apparition des styles Daibutsuyō et Zenshūyō, qui répondent aux besoins de protections contre les tremblements de terre et les fortes pluies. Le développement principal de cette période a été la mise en place de la cérémonie du thé (茶の湯, chanoyu) engendrant la construction de maisons où se tient cette manifestation : les maisons de thé (茶室, chashitsu). Cette cérémonie consistant à passer du temps avec des personnes appréciant les arts, en se nettoyant l'esprit avec un bol de thé servi de façon gracieuse. Le modèle rustique des petites maisons rurales fut adopté pour la création de ces bâtiments, mettant en avant des matériaux naturels comme des bûches recouvertes de leur écorce et la paille tissée.

### ÉpoquesMuromachi(1336-1568) etAzuchi Momoyama(1568-1615)

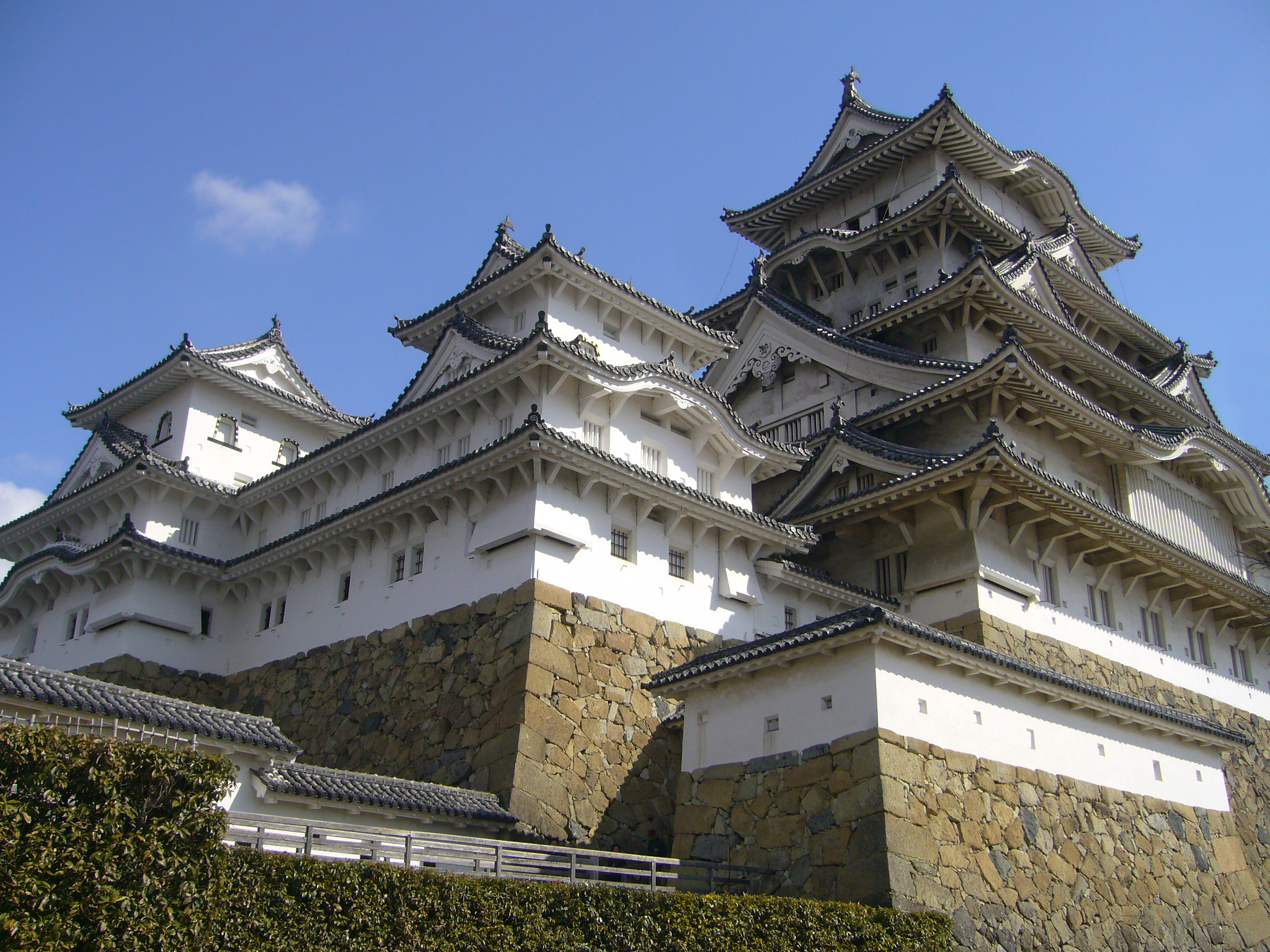
Le.

Deux nouvelles formes d'architecture furent développées en réponse au climat militaire de cette époque :
- le château, une structure défensive construite pour loger un seigneur féodal (大名, daimyo?) et ses soldats en période de trouble ;
- le shoin, un hall de réception privé, conçu pour refléter les rapports entre seigneurs et vassaux dans la société féodale émergente.

Le château de Himeji (姫路城, Himeji-jō, 1346-1618), aussi connu sous le nom de « Château du héron blanc » (白鷺城, Hakuro-jō), avec ses toits courbés élégants et son complexe de trois tours bâties autour du donjon principal (天主, tenshu), est une des structures les plus belles de l'ère Azuchi Momoyama.
L'ōhiroma (大広間, grande salle de réception de la partie extérieure de l'enceinte) du château de Nijō (二条城, Nijō-jō, construit durant le XVIIe siècle) à Kyōtō est une construction classique de shoin-zukuri, avec son tokonoma (床の間, une sorte d'alcôve), donnant, par l'intermédiaire d'une fenêtre, sur un parc soigneusement aménagé, différencie clairement les secteurs pour les seigneurs de Tokugawa (徳川将軍, 1603-1867) et ceux pour leurs vassaux[pas clair].

### Époque d'Edo (de 1603 à 1867)

#### Architecture des lieux de pouvoir
L'architecture des lieux liés au pouvoir est réglementé par une série de lois qui encadre et limite ce que les daimyō sont autorisés à construire en fonction de leurs rangs. L'architecture liée à la figure du shōgun est supérieur dans ses formes, mais sert souvent d'exemple qui est décliné avec moins de complexité par les seigneurs de rangs inférieurs. Ce phénomène est d'autant plus marqué à Edo, siège du pouvoir shogunal des Tokugawa, mais aussi sa vitrine politique où les différents daimyō ont obligation de résider une partie du temps. La plan de la nouvelle capitale suivent ceux du Heian-kyō, ancienne capitale du pays, et obéissent à des principes géomantiques. Le château d'Edo construit au début de la période, et détruit par le grand incendie en 1657, reprend les codes de l'architecture militaire de la période précédente, en les dépassant en taille. La Tour principale mesure environ 60 mètres, soit 30 % de plus que celle du château de Himeji, le plus grand jusqu'alors. Son donjon fait près du double du château d'Ōsaka, la précédente référence en termes de taille.
Les portails d'entrée, ou mon (門), déjà élément permettant d'afficher la puissance de son propriétaire, continue d'être utilisé avec cette fonction sociale lors de l'époque d'Edo. La Kara-mon du Nikkō Tōshō-gū, mausolée de Tokugawa Ieyasu, est ainsi construite en 1616 dans le but d'affiché la puissance du fondateur de la dynastie. Les matériaux utilisés et la profusion de gravures et de statue véhicule de manière très ostentatoire le poids politique de son commanditaire. La Kamiyashiki de Matsudaira Tadamasa, résidence de ce daimyō à  Edo, arbore à son entrée un portail opulent inspiré du même style, mais est détruite dans le grand incendie en 1657. Après 1657 une loi est passée pour imposer des styles moins ostentatoires lors de la reconstruction d'Edo, et d'autres lois sont passées lors de la période pour encadrer la construction des mon (門) qui forme l'entrée des résidences des daimyō à Edo. Peu ont survécu ; la Kuro-mon conservée au musée national de Tokyo était l'entrée de la résidence du Clan Ikeda, clan de rang important, et l'Aka-mon, présente à l'entrée du campus de Hongo de l'Université de Tokyo, est construite en 1827 et recouverte d'une laque rouge pour signifier le mariage de ce daimyō du clan Maeda avec l'une des filles du shōgun.

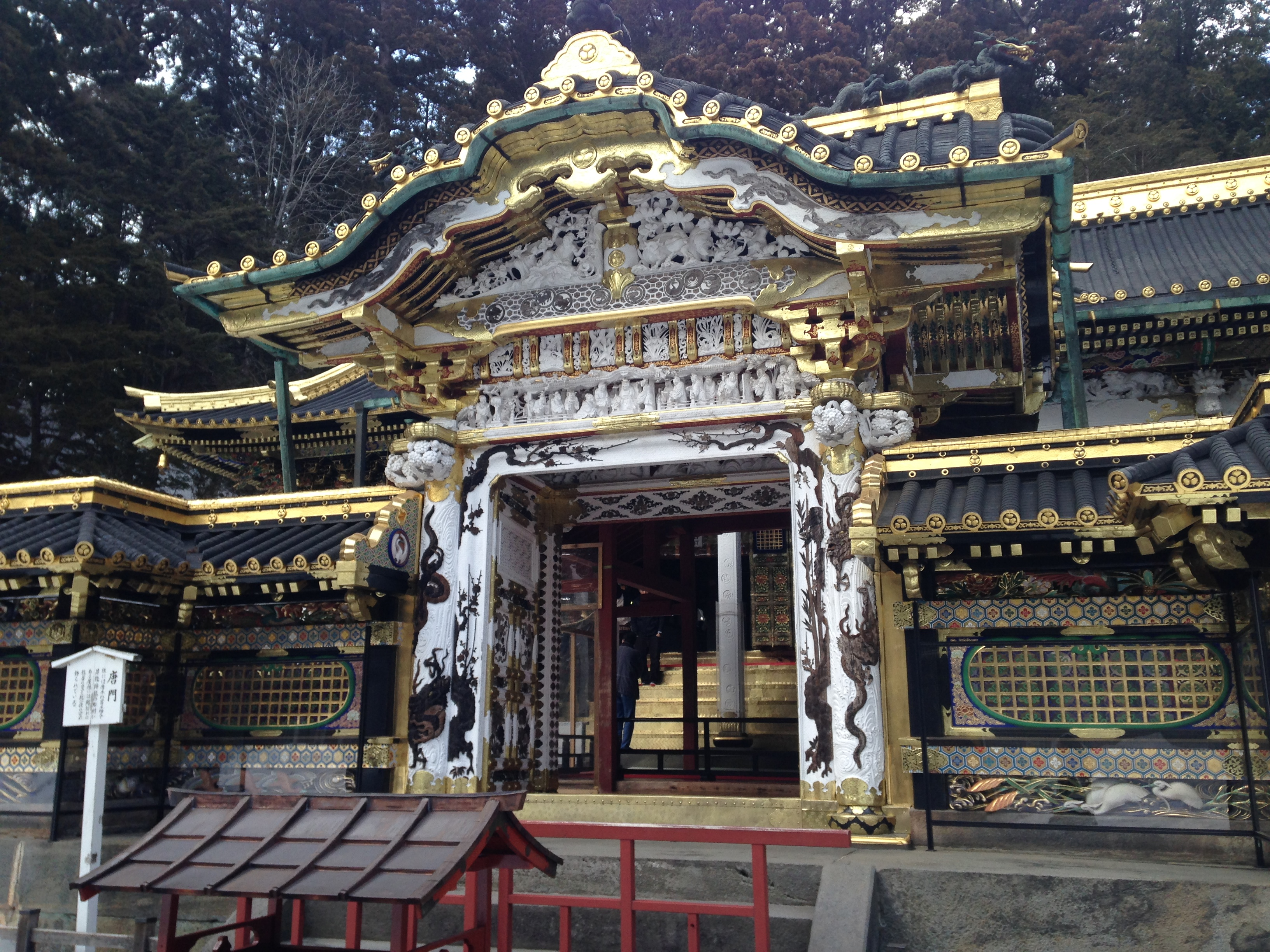
Kara-mon du Nikkō Tōshō-gū.
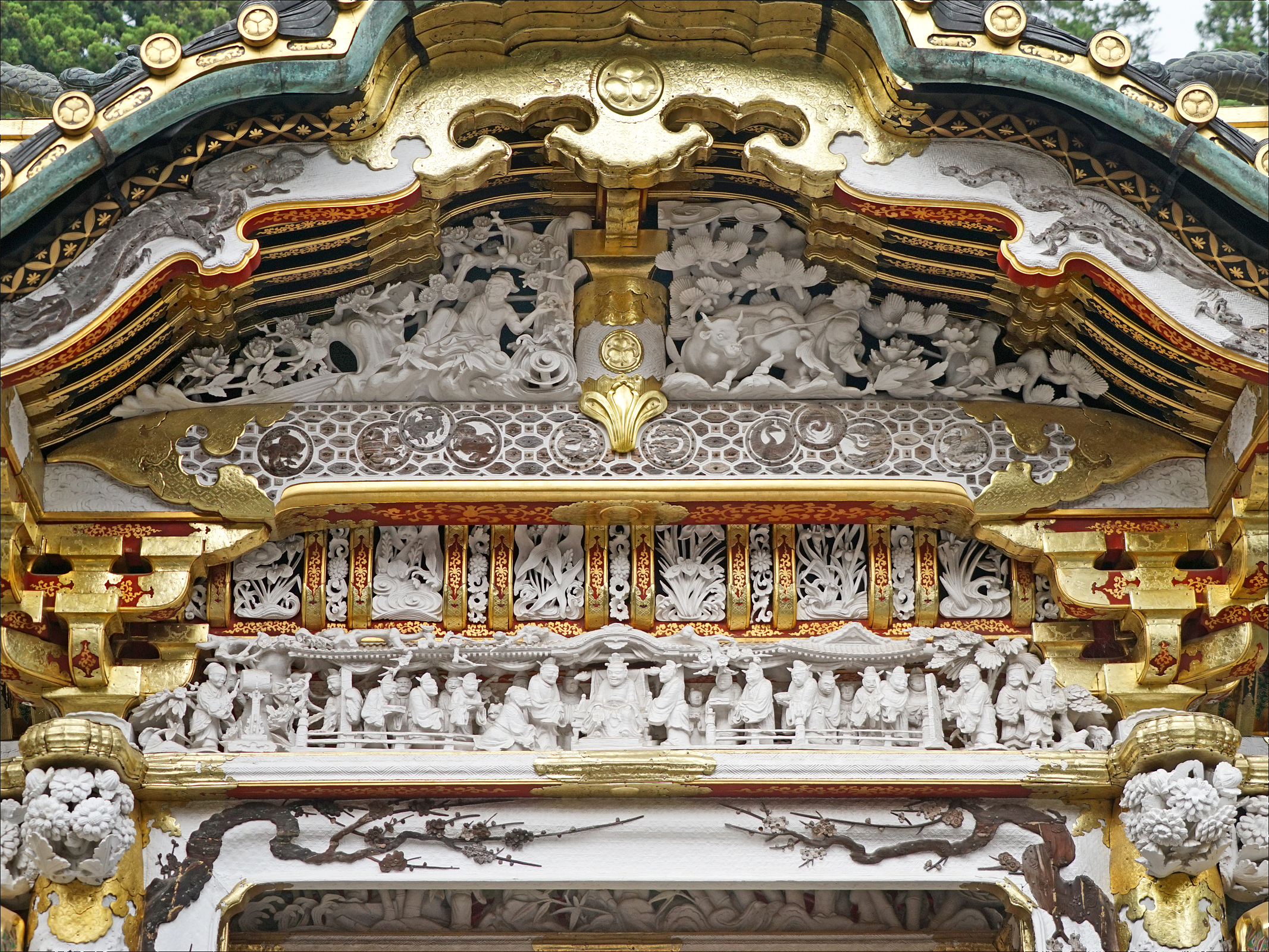
Détails de la Kara-mon du Nikkō Tōshō-gū.
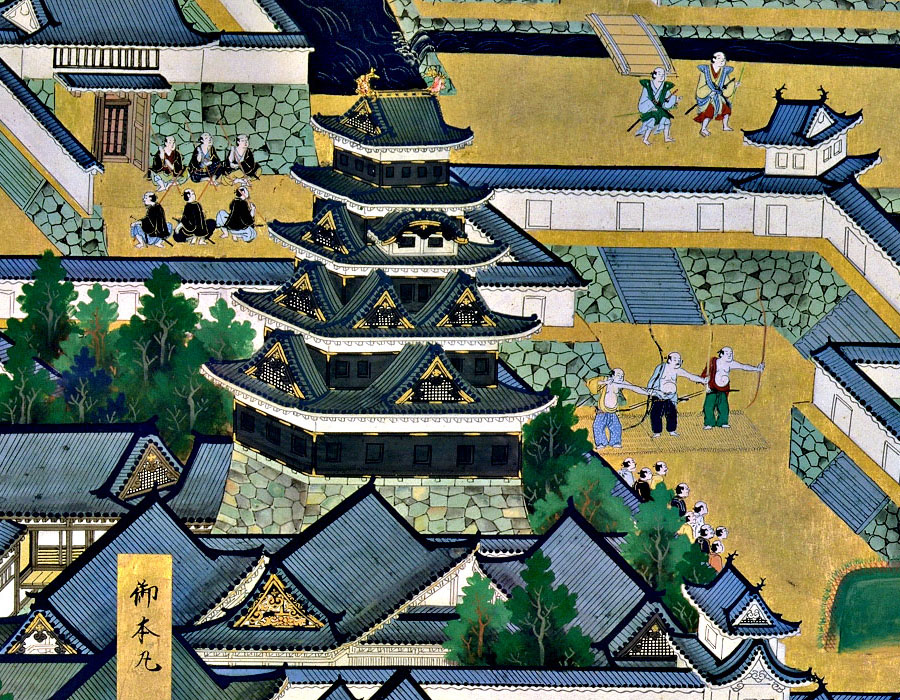
Tour principale du château d'Edo, haute d'une soixantaine de mètres, détruite en 1657.
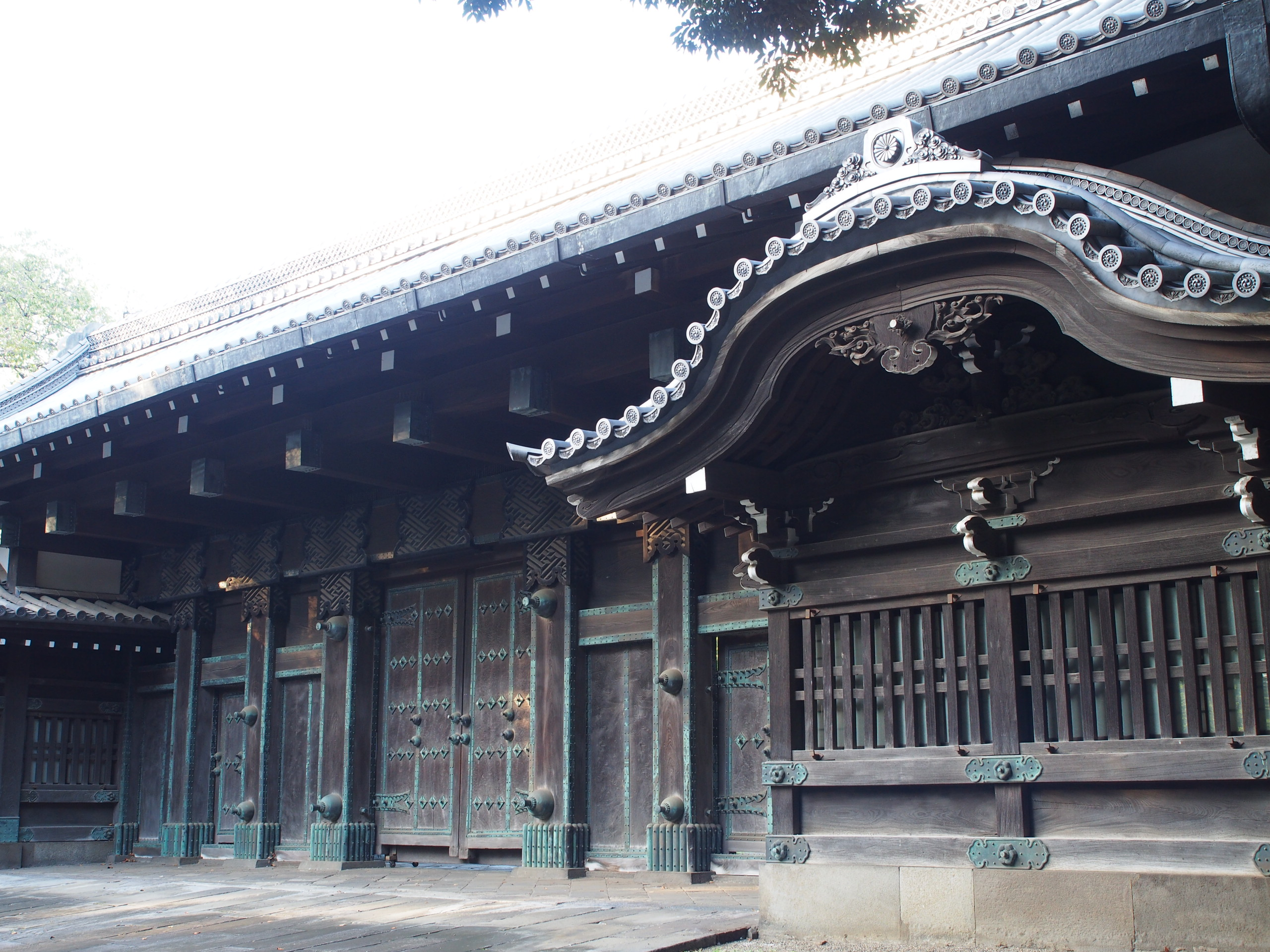
Kuro-mon conservée au musée national de Tokyo.
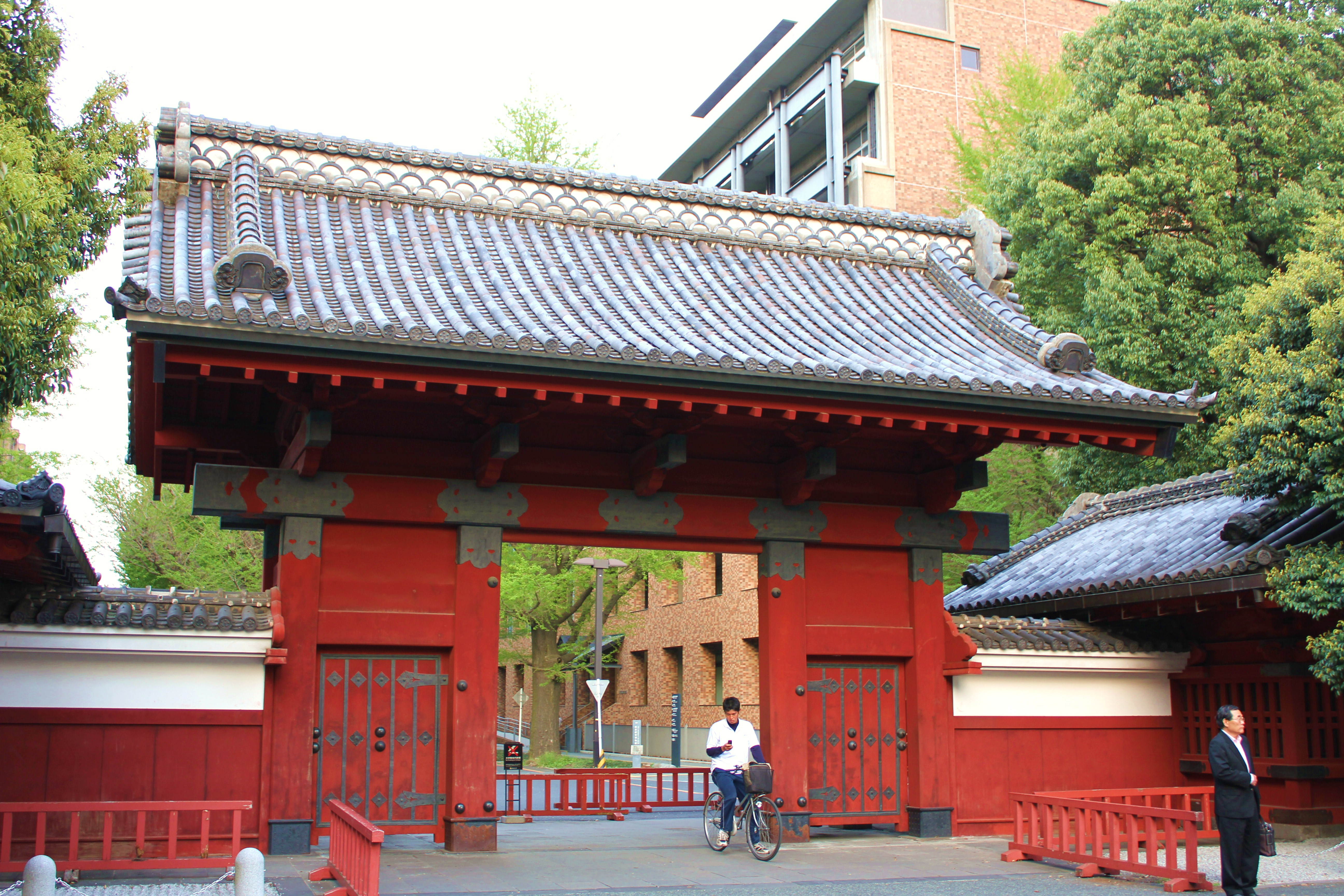
Aka-mon, présente à l'entrée du campus de Hongo de l'Université de Tokyo.

#### Architecture vernaculaire de l'époque d'Edo
L'habitat de l'époque d'Edo se caractérise par une concentration des habitations, mais aussi par un certain étalement de celles-ci. À la campagne les habitations tendent à se regrouper en hameaux le long des axes de communication. Les matériaux utilisés sont principalement le bois, le chaume, et le bambou, ce qui limite la hauteur des bâtiments. En ville comme à la campagne, les habitations se composent rarement de plus d'un rez-de-chaussée et d'un étage. La densité de population est ainsi plus limitée qu'en Europe où l'habitat prend déjà de la hauteur. La fréquence des séisme pousse à l'usage de ces matériaux souples au détriment de bâtiments de pierres, bien que celles-ci soient utilisées pour les fondations sur lesquelles sont posées les maisons. L'habitât est cependant plus exposé aux incendies, et la capitale Edo est régulièrement ravagée par le feu.
La composition de l'habitat dépend assez largement de la classe sociale de son propriétaire. Dès le début de la période, les maisons des samurai et des personnes aisées comportent des planchers de bois qui séparent les pièces de vie du sol. Le sol des habitats de personnes moins aisées est alors souvent fait en terre battue, mais la présence de planchers tend à s'y développer aussi lors de cette période. Une séparation est observable entre pièce de vie (destinée au sommeil ou au repas) et pièce de travail (destinée à la cuisine ou aux occupations professionnelles). Chez les personnes les plus aisées des Shōji (cloisons coulissantes en bambous et papier) permettent de facilement aérer l'habitat tout en laissant passer la lumière le reste du temps. L'usage de tatami, déjà présents dans les habitats des personnes aisées lors des époques antérieures, se généralise dans le reste de la population. Ils adoptent rapidement une taille standard à l'échelle de plusieurs régions, ce qui à son tour a un effet de standardisation sur la taille et la proportion des habitats.
Malgré ces points communs dans les matériaux, les habitations se distinguent par les pièces liées aux travaux de leurs résidents : pièces destinées aux réceptions ou à l'étude pour les samurai (Genkan et Shoin), pièces destinées au stockage de marchandises pour les marchands, pièces destinées aux travaux de la ferme pour les paysans. La Villa impériale de Katsura construite dès le début la période comporte la plupart des éléments qui se retrouvent par la suite dans les habitats des samurai aisés, et typique du style d'architecture Sukiya-zukuri. Le reste de la population, même aisée, n'a pas le droit de construire des maisons du même style, mais certains éléments constitutifs comme les Tokonoma, sorte d'alcôves surélevées, se retrouvent aussi progressivement dans des habitats moins riches. Ces habitats de samurai sont le plus souvent construits isolés au sein d'un domaine, et entourés de jardins. En ville, les maisons de marchands et d'artisans sont au contraire regroupées en quartiers, et alignées le long d'une route. La pièce qui concentre les activités professionnelles donne sur l'extérieur, alors que les pièces de vie sont situées à l'arrière. Les plus pauvres habitent souvent dans des Nagaya (ou « longue demeure ») collectives. Dans les campagnes, où est concentré près de 80 % de l'habitat de l'époque, des spécificités régionales sont importantes. Les activités sont souvent réparties dans plusieurs bâtiments. Plusieurs techniques de constructions issues des maisons de samurai sont progressivement adoptées. Au XVIIe siècle les fondations posées sur des pierres se généralisent, aux XVIIIe et XIXe siècles la présence d'Engawa (terrace de bois entourant la maison) progresse. Plus largement, la taille de ces habitations à la campagne tend à s'agrandir progressivement lors de cette époque.

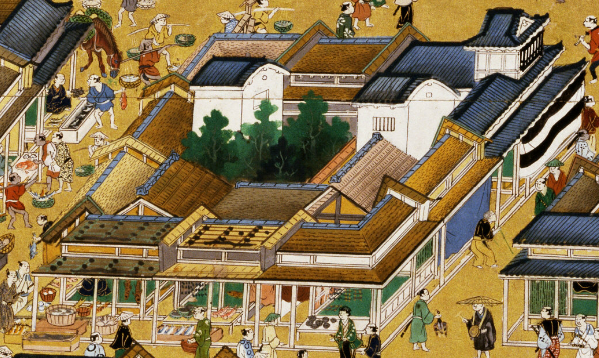
Machiya, type d'habitation urbaine de l'époque d'Edo.
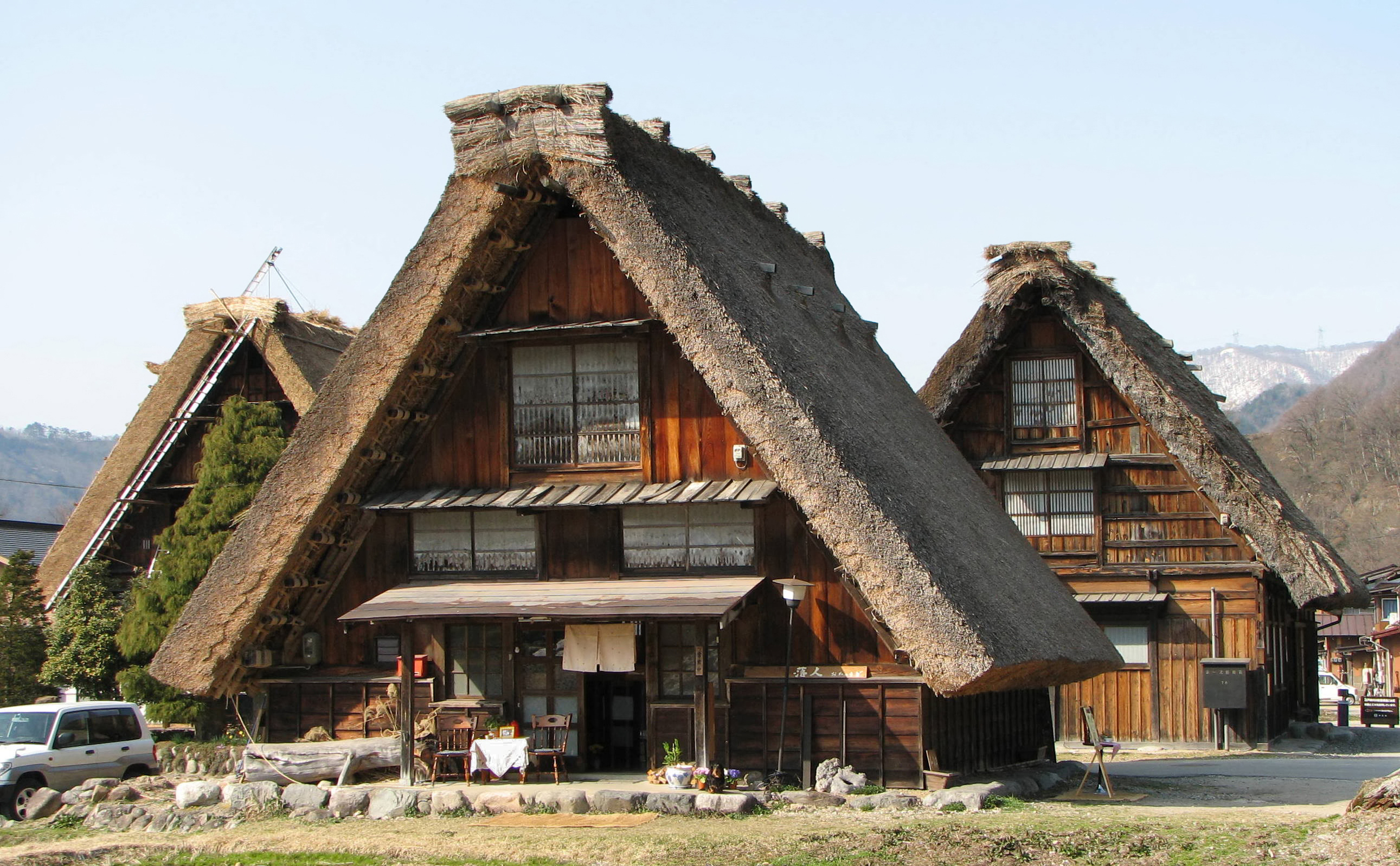
Minka, habitation rurale de l'époque d'Edo.
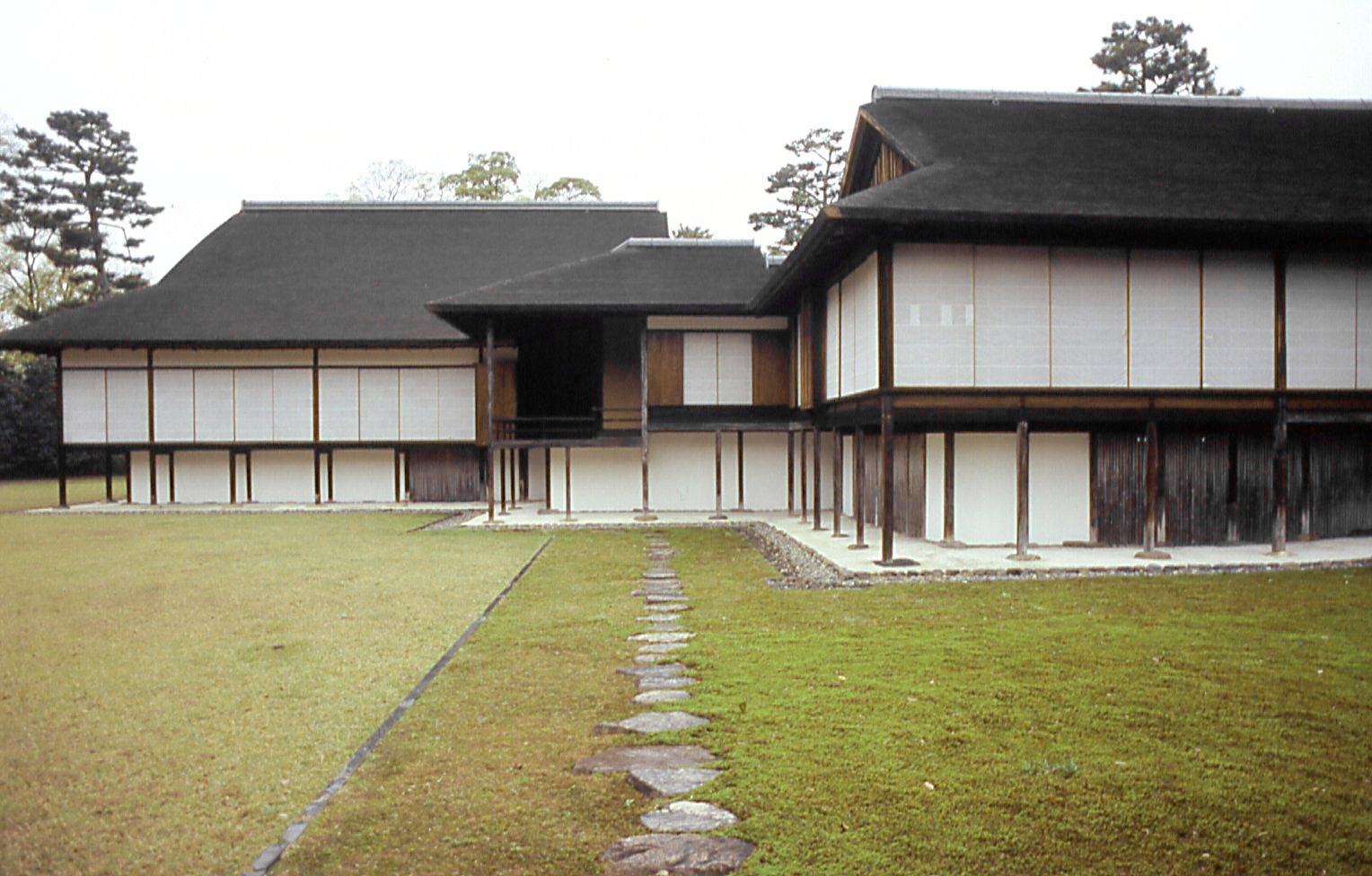
Villa impériale de Katsura, archétype de la maison de samurai aisé de cette époque.
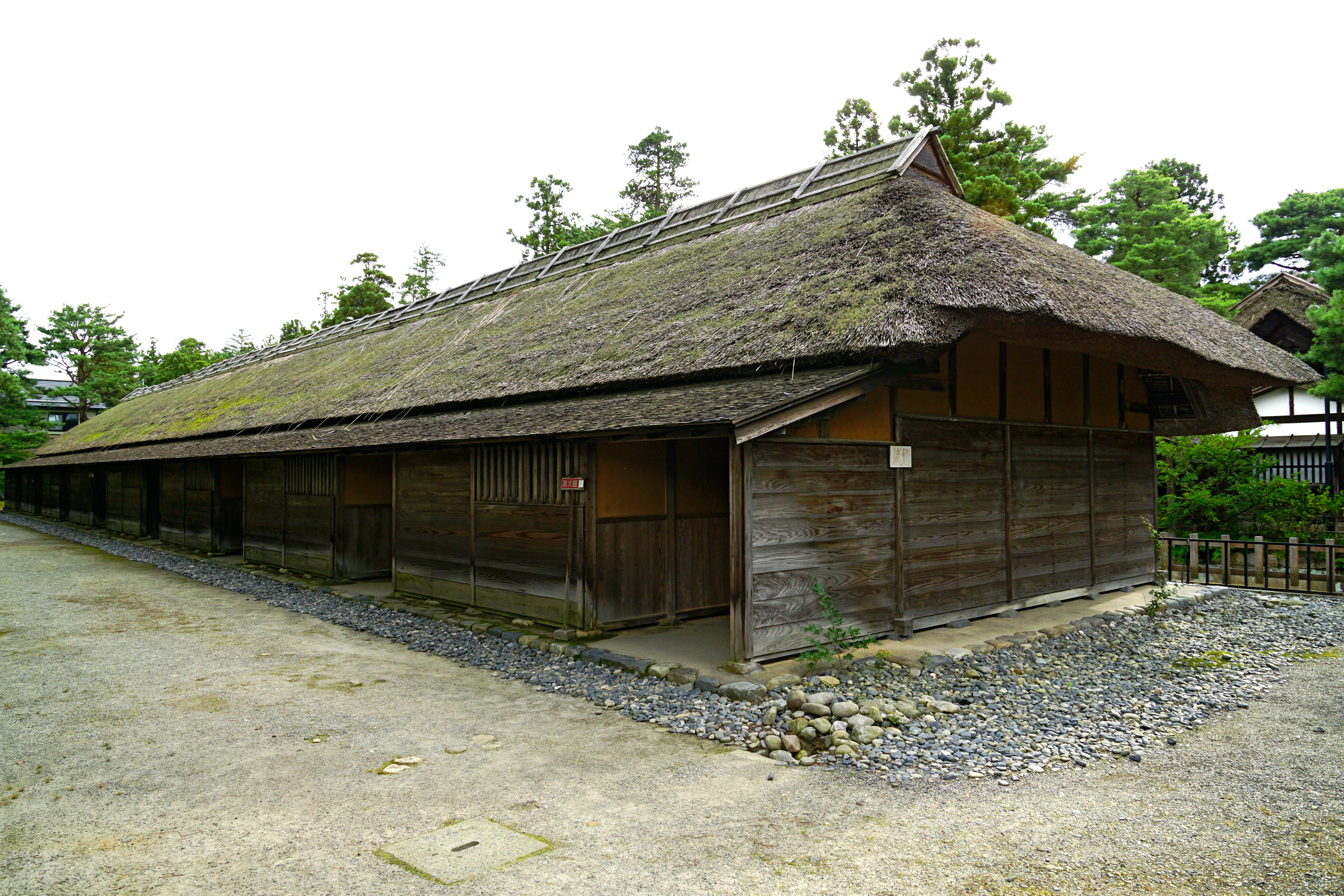
Nagaya, forme d'habitat collectif pour les plus pauvres.

### Empire du Japon (de 1868 à 1945)

#### Intégration des styles occidentaux sous l'ère Meiji
À partir du début de l'ère Meiji, l'architecture japonaise intègre les influences occidentales par plusieurs canaux. Au début de la période, peu d'architectes étrangers travaillent dans le pays, tels Thomas Waters — qui à Osaka, produit l'hôtel des monnaies, ainsi que la résidence Senpukan, l'un des premiers bâtiments de style occidental au Japon. Certains de ces architectes, recrutés comme conseillers étrangers et travaillant dans l'archipel comme enseignants, sont chargés de transmettre aux étudiants japonais les techniques et les styles de construction occidentaux. C'est le cas de Charles Alfred Chastel de Boinville et de Giovanni Vincenzo Cappelletti, ou encore, de Josiah Conder — ce dernier étant chargé des premiers cours d'architecture de l'université de Tokyo. Ce transfert de savoirs est également assuré par de nombreux étudiants japonais envoyés en Europe et aux États-Unis grâce à des bourses du gouvernement, lesquels pour la plupart, une fois leurs études achevées, reviennent au pays pour y enseigner l'architecture à leur tour. C'est le cas de Yamaguchi Hanroku ou de Nakamura Junpei qui étudient à Paris, ou de Tatsuno Kingo qui étudie à Londres.
L'architecture pseudo-occidentale (ou giyōfū) qui apparaît au début de l'ère Meiji doit composer avec les limites techniques de l'époque. Dans un premier temps, les Japonais utilisent leurs traditionnelles techniques de construction en bois et se contentent d'imiter le seul aspect extérieur des bâtiments (comme à l'église d'Ōura, à Nagasaki). Par la suite, ils ont recours aux techniques occidentales, une fois celles-ci pleinement assimilées. Le bâtiment de la Banque du Japon, construit en 1896 par Tatsuno Kingo, apparait comme le premier bâtiment de ce style, conçu et construit uniquement par des Japonais maitrisant les techniques occidentales. Un architecte comme Katayama Tōkuma s'illustre aussi en intégrant différents styles européens en fonction de ses réalisations : style baroque pour le musée national de Nara (1894), style Second Empire pour le musée national de Kyoto (1895), style néoclassique pour le hyōkeikan du musée national de Tokyo (1908), et style inspiré des palais royaux européens de l'époque pour le palais d'Akasaka. L'autre grande figure de ce courant architectural sous l'ère Meiji est Tsumaki Yorinaka, à qui l'on doit notamment le bâtiment du musée préfectural d'histoire et de culture de Kanagawa, conçu dans un style néobaroque, alors en vogue en Allemagne. Les anciens bureaux du gouvernement de Hokkaidō, le Rokumeikan (aujourd'hui détruit), ou encore l'ancienne école Kaichi, constituent d'autres bâtiments remarquables relevant de ce style giyōfū.

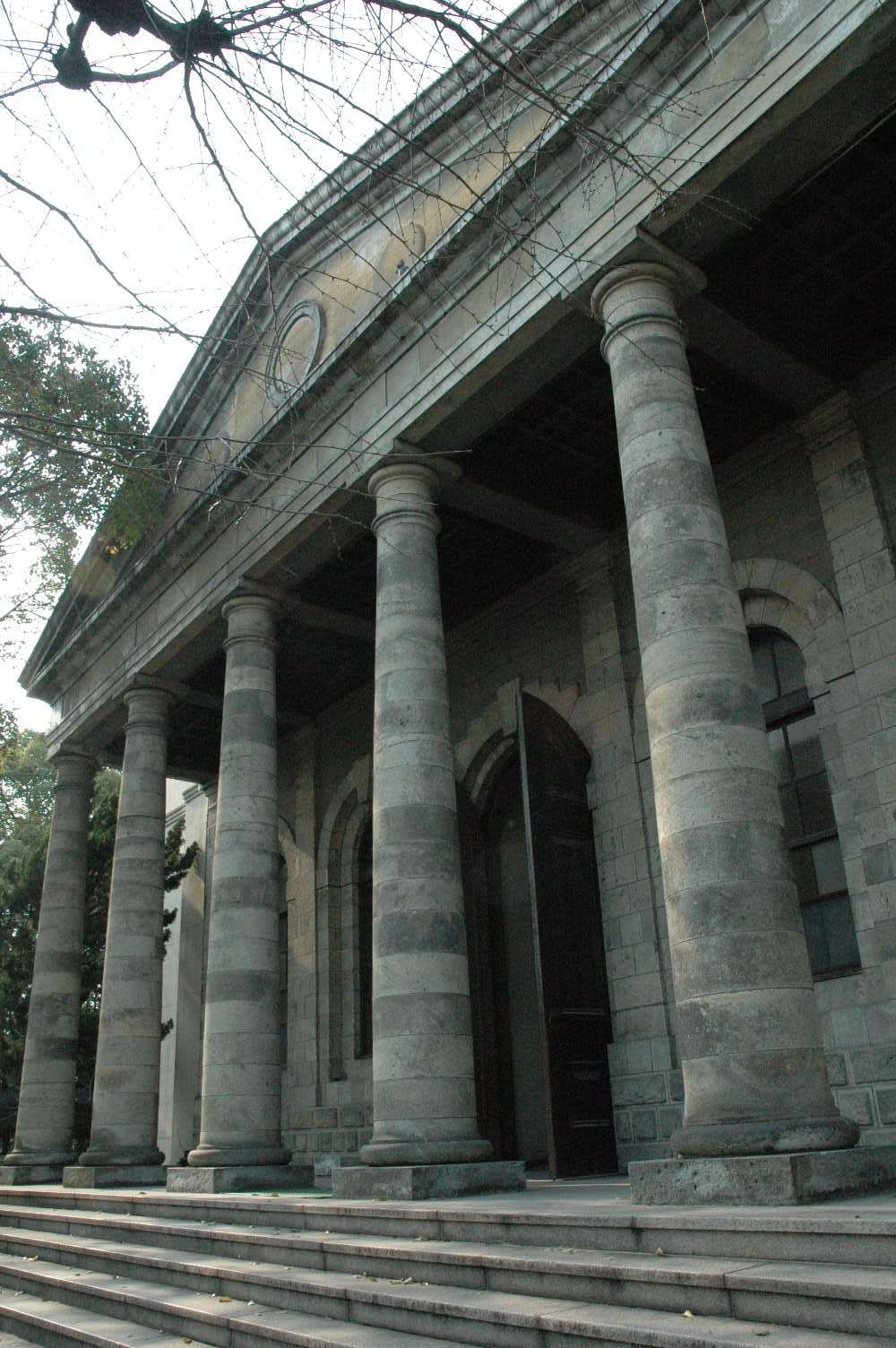
Hôtel des monnaies à Osaka, conçu par Thomas Waters en 1871.
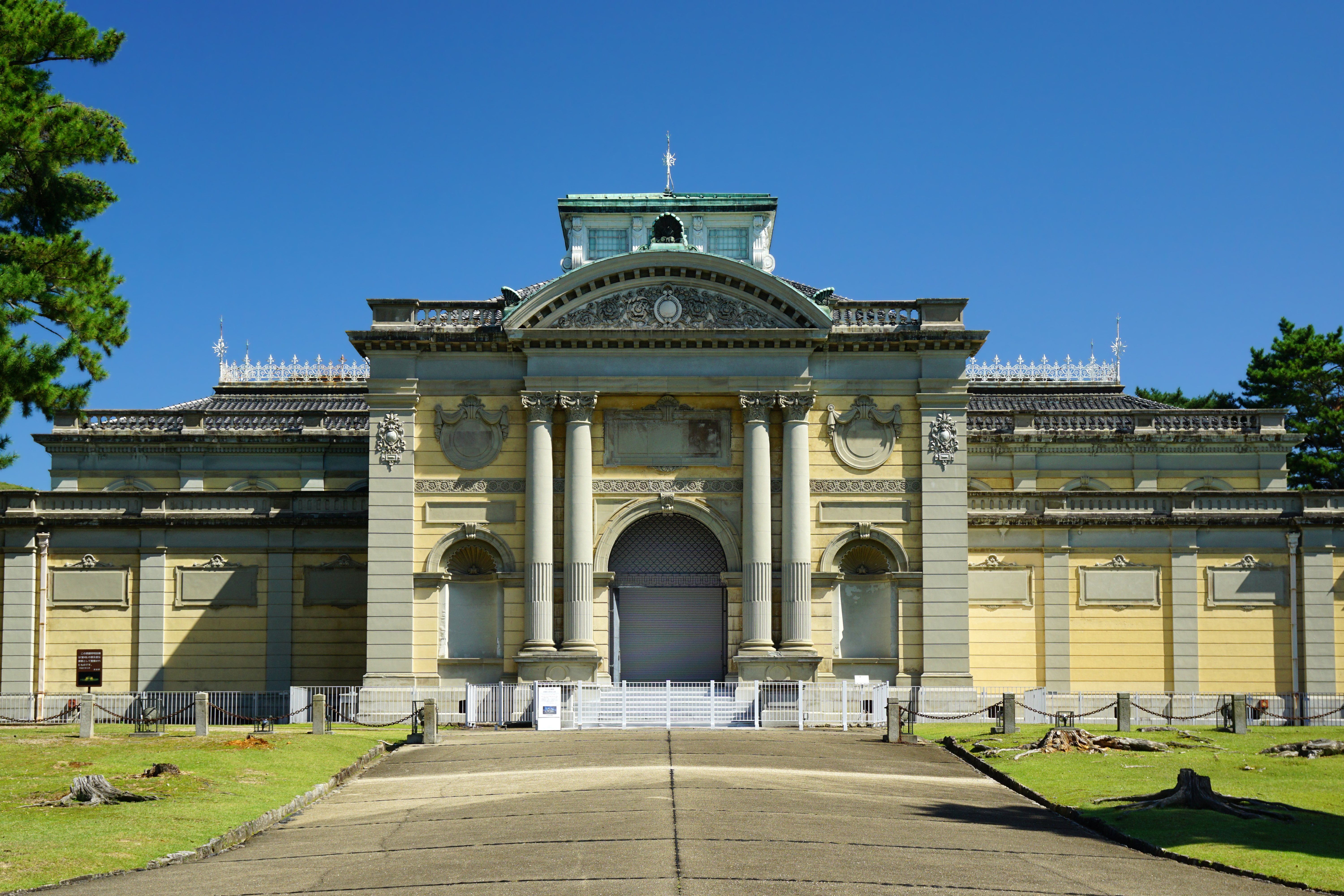
Le musée national de Nara conçu par Katayama Tōkuma emprunte au style baroque.
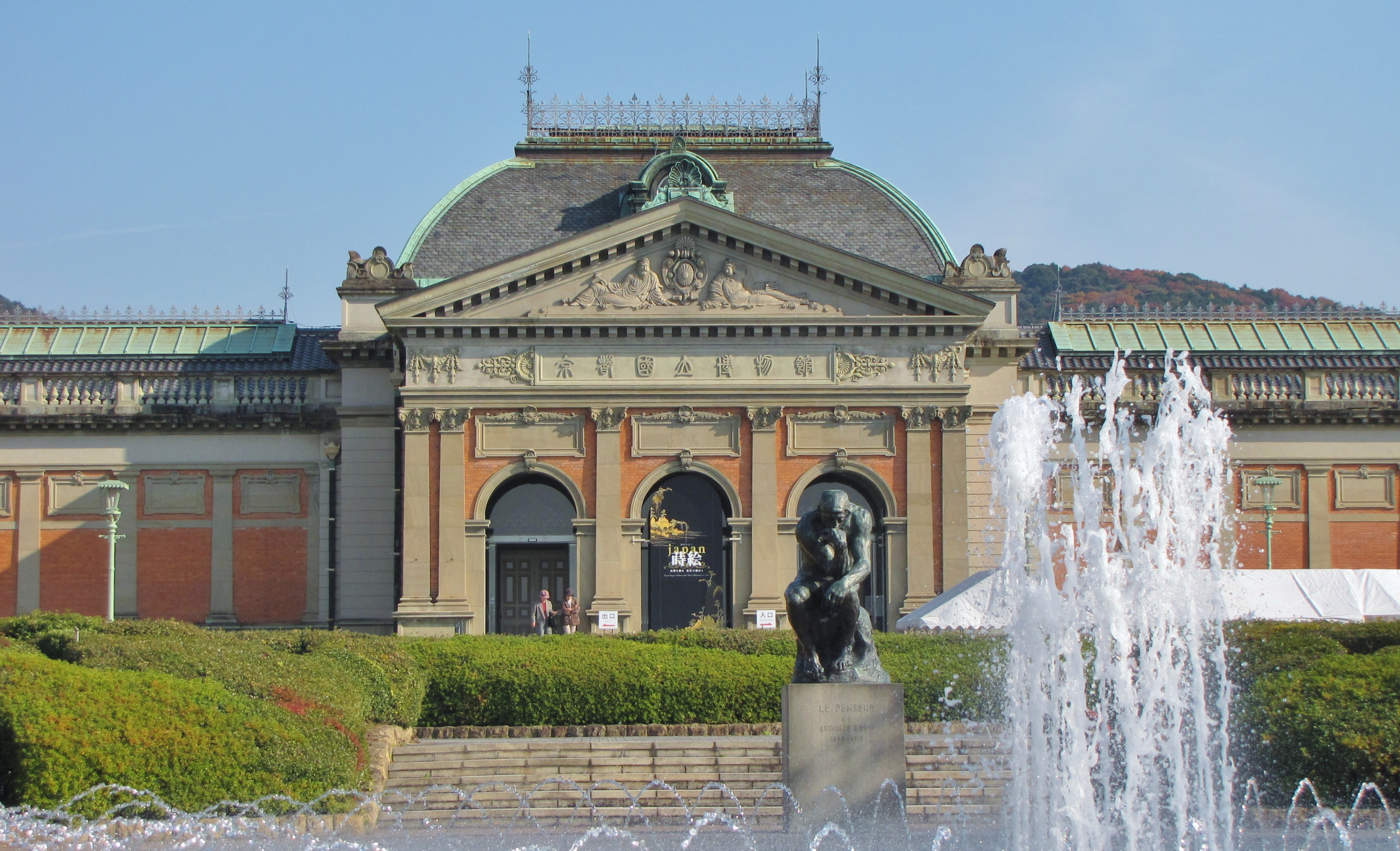
Le musée national de Kyoto conçu par Katayama Tōkuma emprunte au style Second Empire.
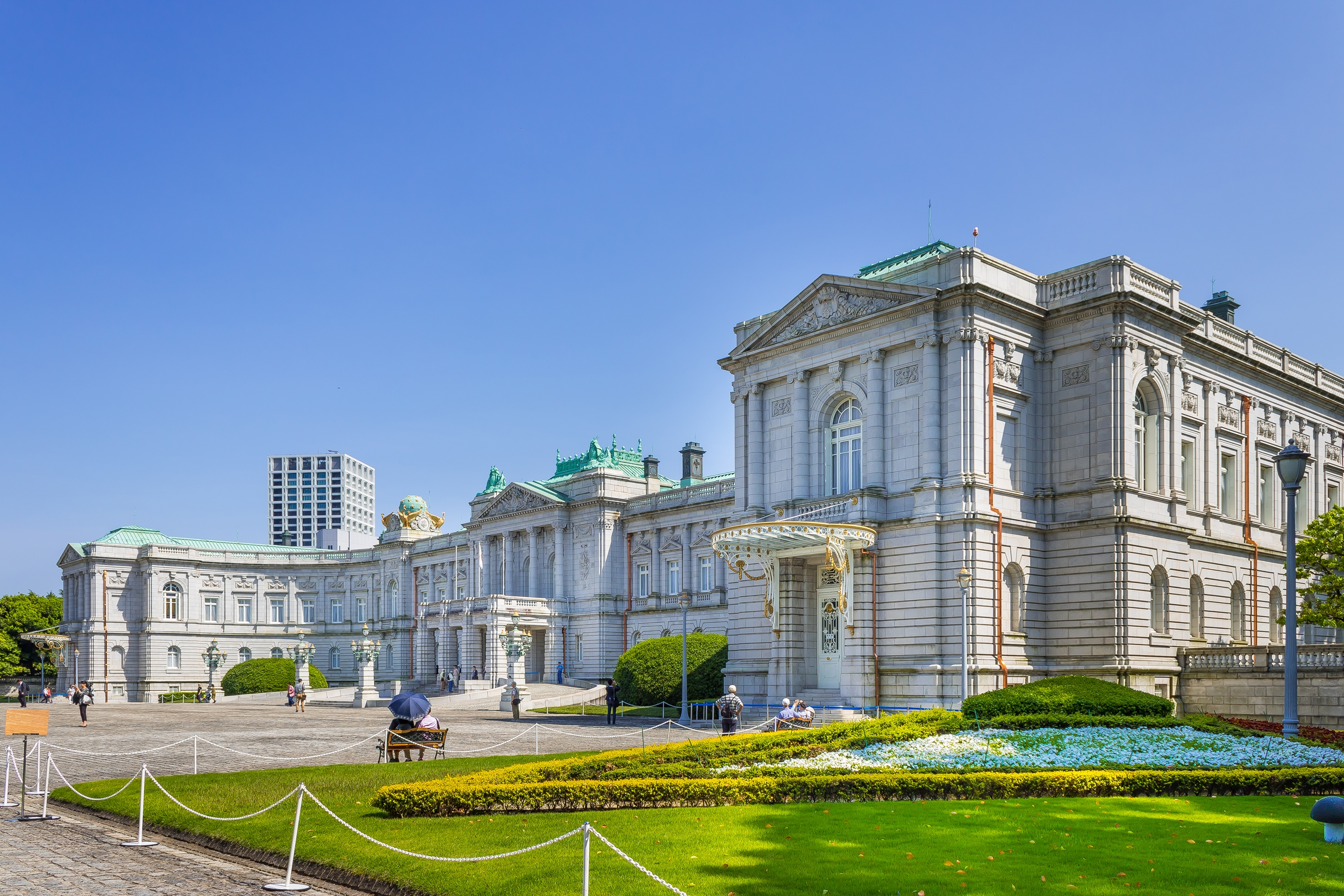
Le palais d'Akasaka conçu par Katayama Tōkuma emprunte au style des palais royaux européens de la même époque.
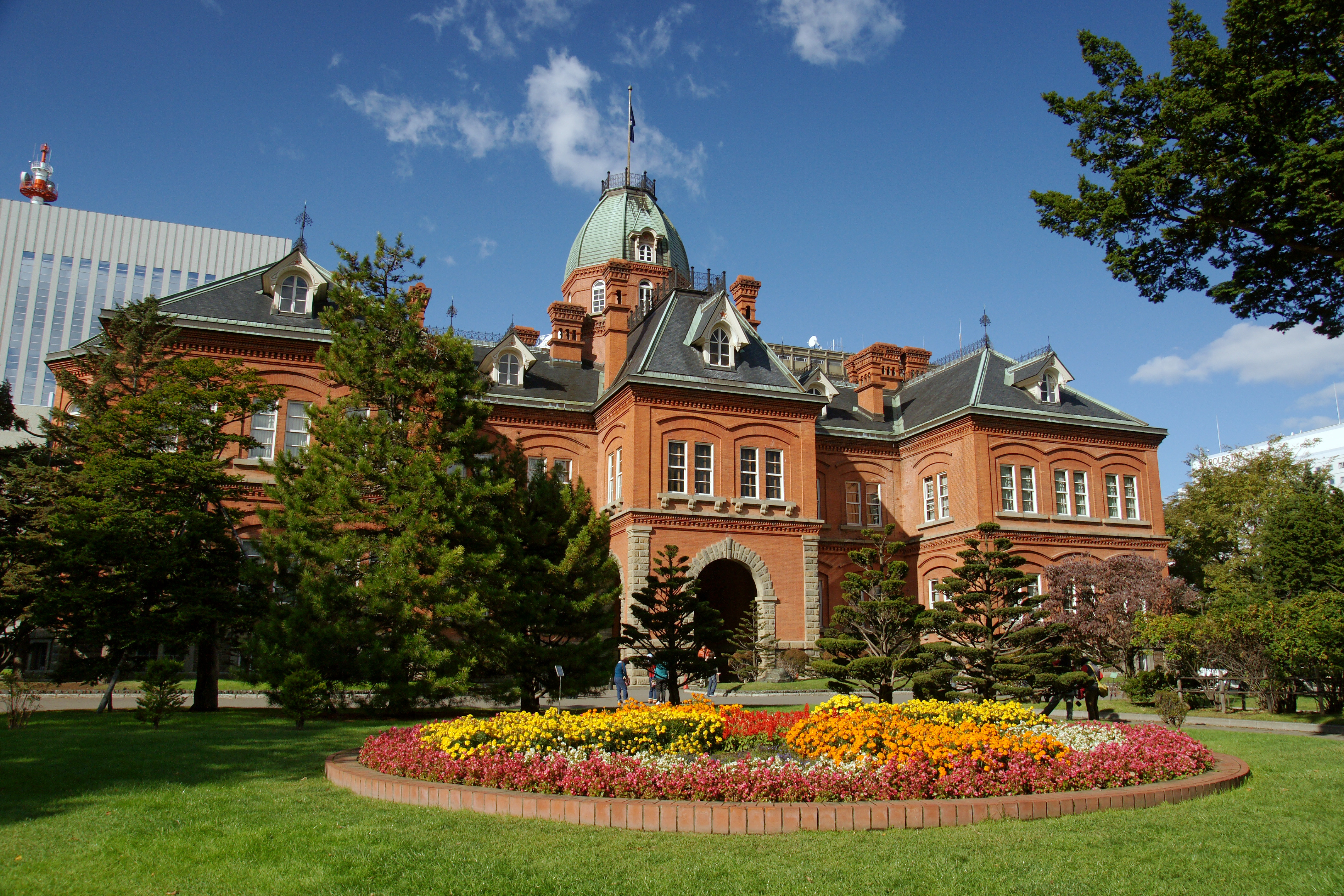
Anciens bureaux du gouvernement de Hokkaidō.

#### Seconde moitié de la période impériale, japanisme et modernisme
Le recours aux codes traditionnels japonais s'affirme au travers des productions d'Itō Chūta. L'architecte, après avoir étudié le complexe bouddhiste du Hōryū-ji dans la préfecture de Nara, en tire des grands principes censés incarner l'architecture japonaise, notamment en ce qui concerne le rôle de la toiture des bâtiments. Itō Chūta intègre souvent à ses productions des matériaux modernes, comme le béton, et une toiture inspirée des temples bouddhistes. Il se voit confier la réalisation de plusieurs grands temples — non seulement au Japon (Meiji-jingū en 1920, reconstruction de Yasukuni-jinja en 1924, Tsukiji Hongan-ji en 1934), mais aussi dans les colonies (Taiwan-jingū en 1901, Chōsen-jingū en 1925) —, ainsi que plusieurs bâtiments mémoriaux. De plus, Itō Chūta exerce une influence importante dans la production des bâtiments publics en participant très souvent aux jurys chargés de départager des projets concurrents, et en favorisant ceux qui relèvent du style à toiture impériale. La recherche de codes traditionnels engage un autre architecte, Hideto Kishida, dans une voie différente, plus portée sur la simplicité des formes et mieux adaptée au monde moderne. Hideto Kishida qui enseigne à l'université de Tokyo — où il exerce une influence importante sur les futurs architectes formés dans les années 1930 —, considère la villa impériale de Katsura, avec son pavillon de thé, comme un exemple à suivre.

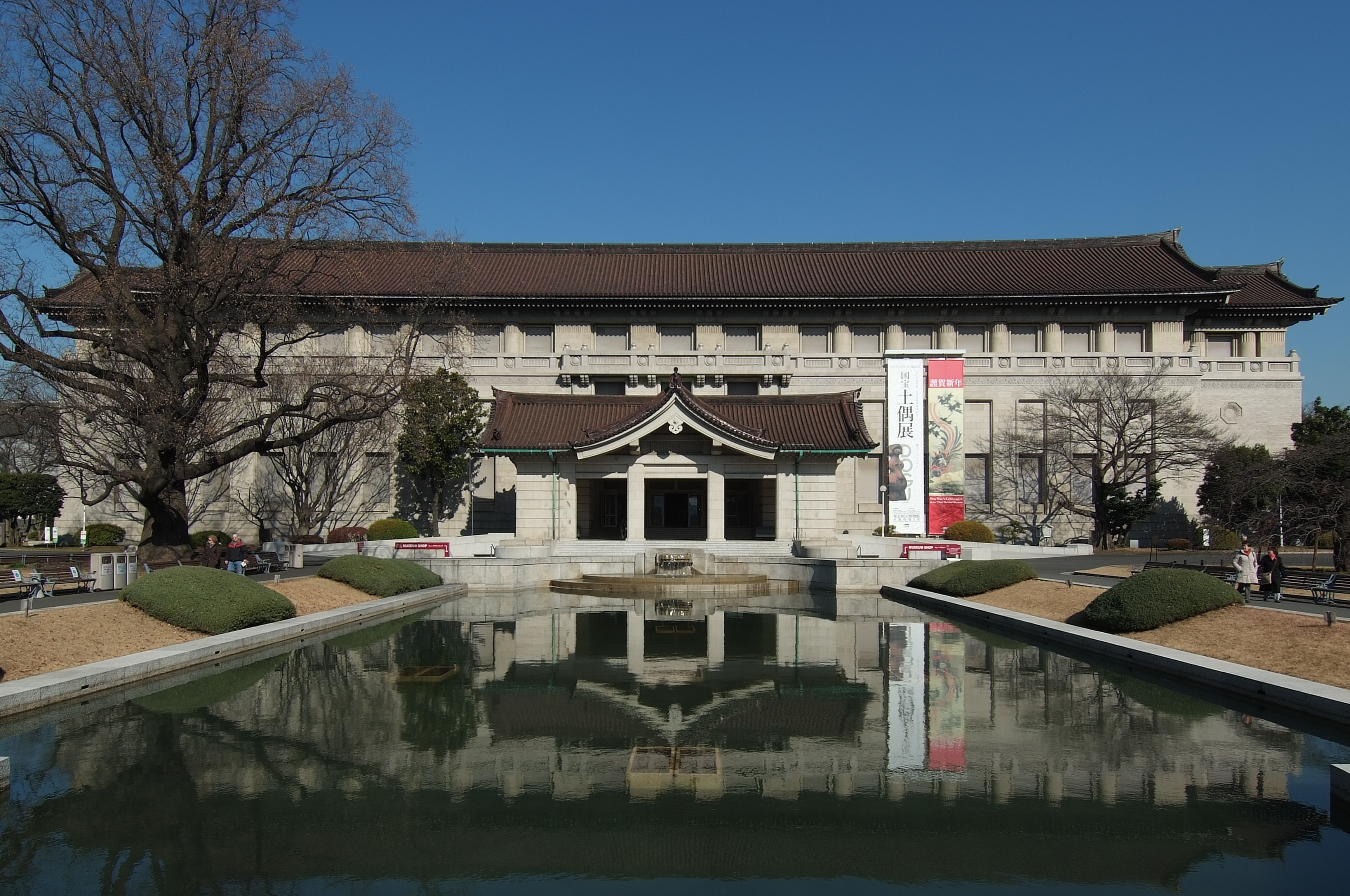
Le Honkan du musée national de Tokyo, réalisé par Jin Watanabe, relève du style à toiture impériale.
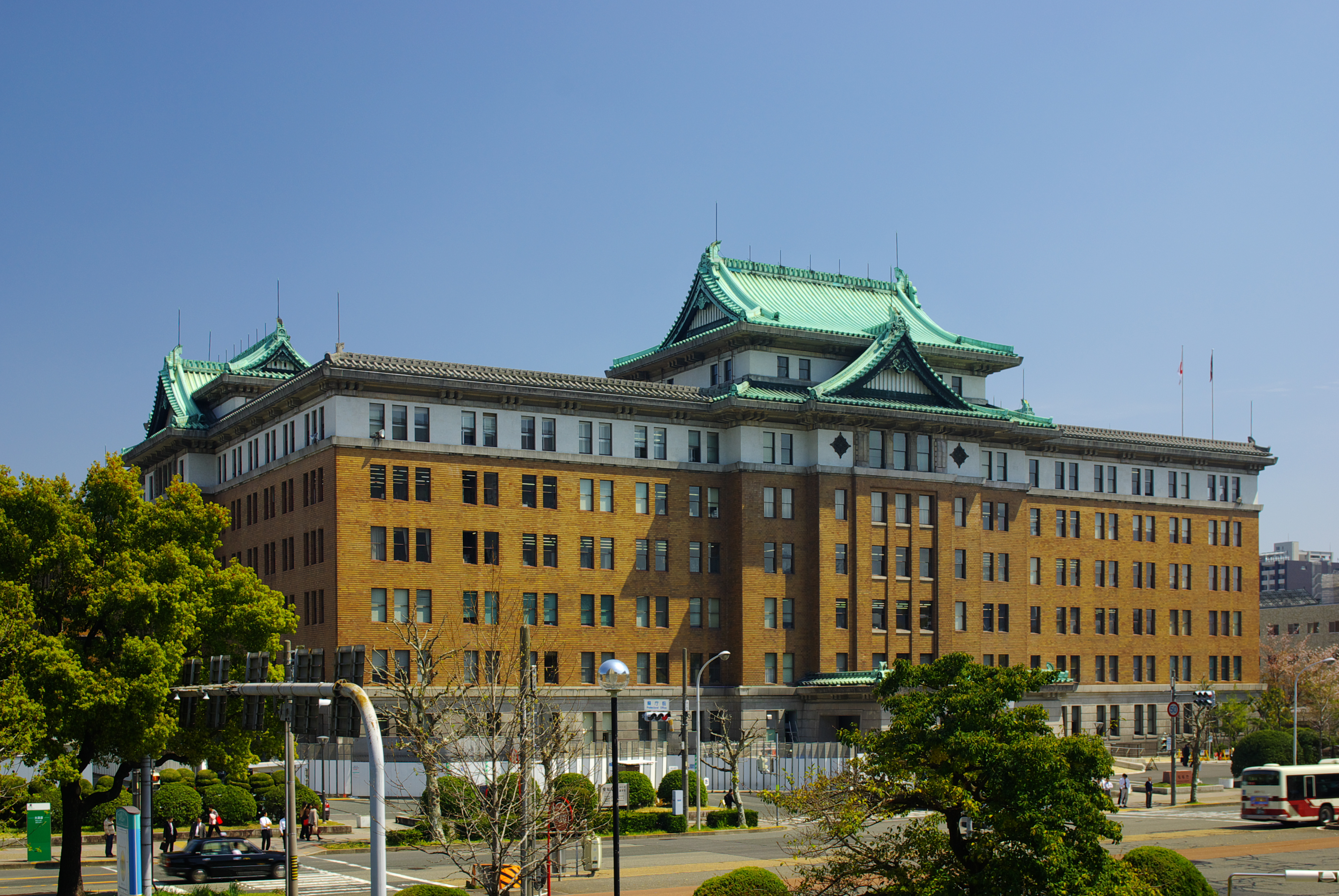
Siège de la préfecture d'Aichi réalisé par Kurokawa Miki.
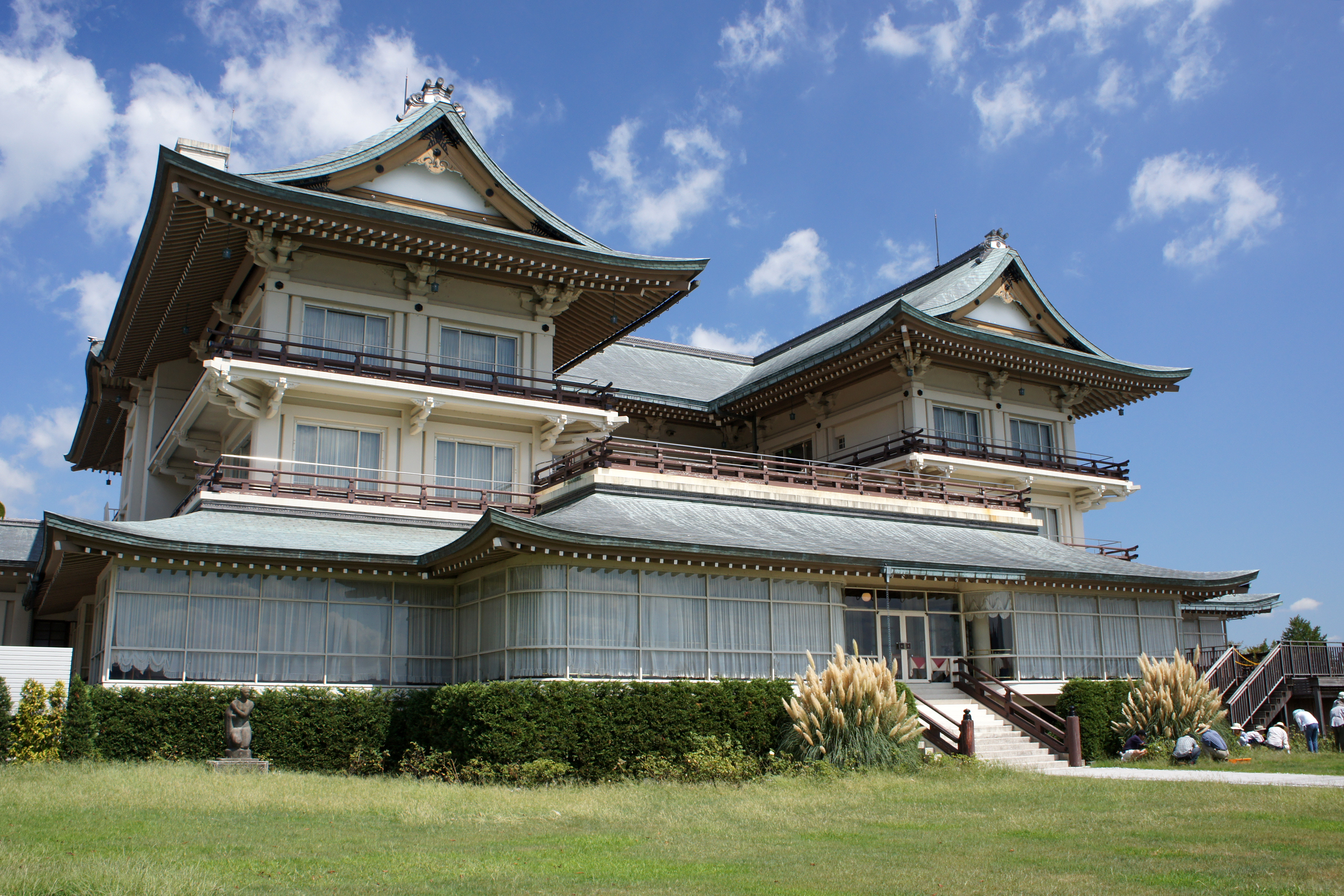
Biwako Ōtsukan, réalisé par Okada Shinichirō.
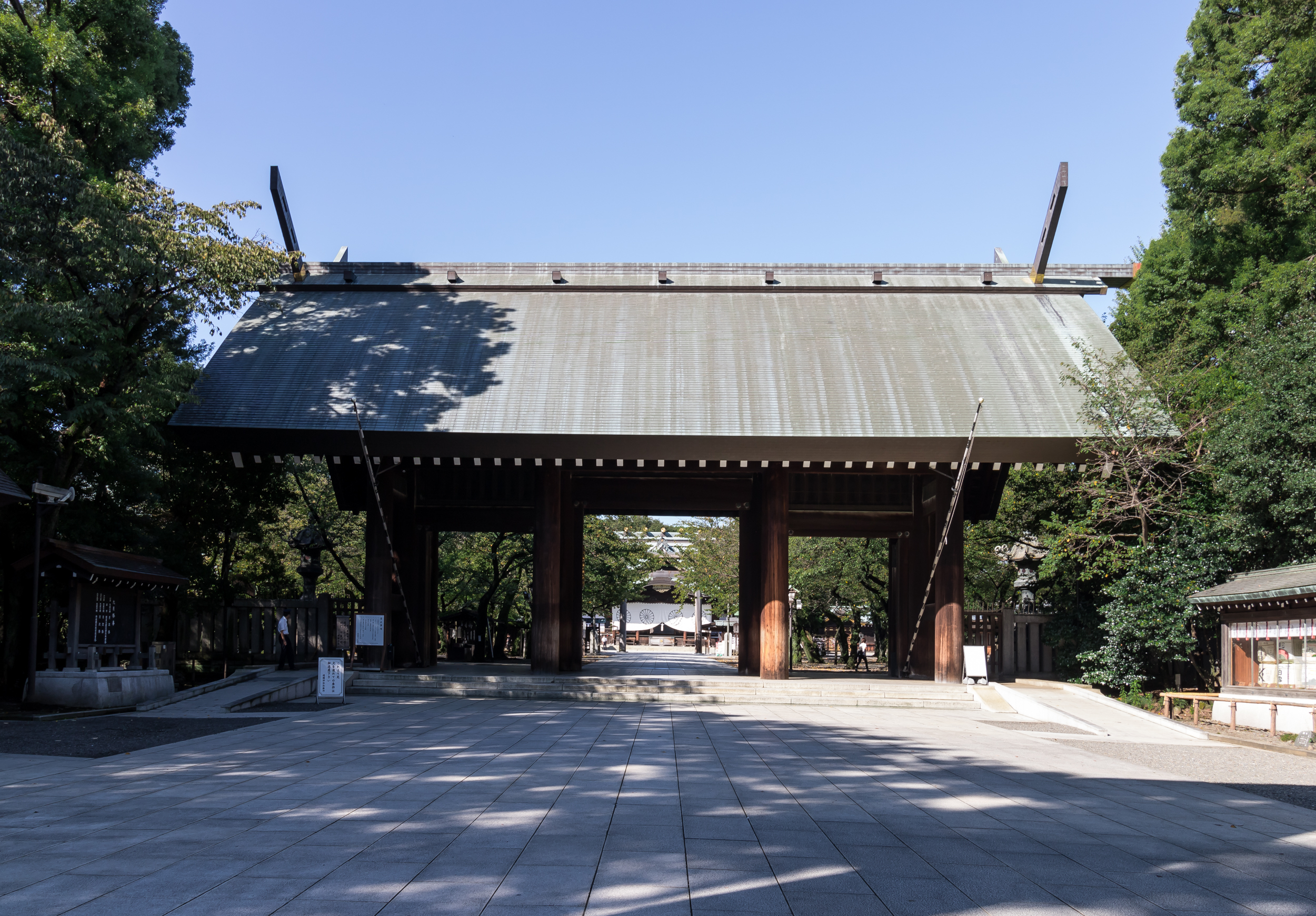
Shinmon du Yasukuni-jinja, réalisé par Itō Chūta.

À partir des années 1920, plusieurs architectes choisissent de provouvoir une architecture moderniste. C'est ainsi que le mouvement Bunri ha s'inspire de la Sécession viennoise. L'un de ses cofondateurs, Ishimoto Kikuji, réalise le nouveau siège que le journal Asahi shinbun se fait construire en 1927, ainsi que le grand magasin Shirokiya en 1928. Délaissant la copie de styles historiques, Ishimoto Kikuji cherche à obtenir un bâtiment esthétique au moyen de l'équilibre des formes et des volumes, ainsi que de la symétrie des motifs. Au travers d'une vingtaine d'articles publiés dans Kokusai Kenchiku en 1929, les travaux de Le Corbusier sont popularisés dans la communauté des architectes locaux, et plusieurs Japonais travaillent aux côtés du célèbre urbaniste, dans ses bureaux parisiens, comme Kunio Maekawa ou Junzō Sakakura. Ce dernier, avec le Pavillon japonais de l'exposition universelle de Paris de 1937, réalise l'un des premiers bâtiments japonais en suivant les préceptes de l'architecte suisse. Par ailleurs, lors de cette période, des bâtiments modernistes sont réalisés au Japon par quelques architectes étrangers, comme Antonín Reimann et Frank Lloyd Wright.

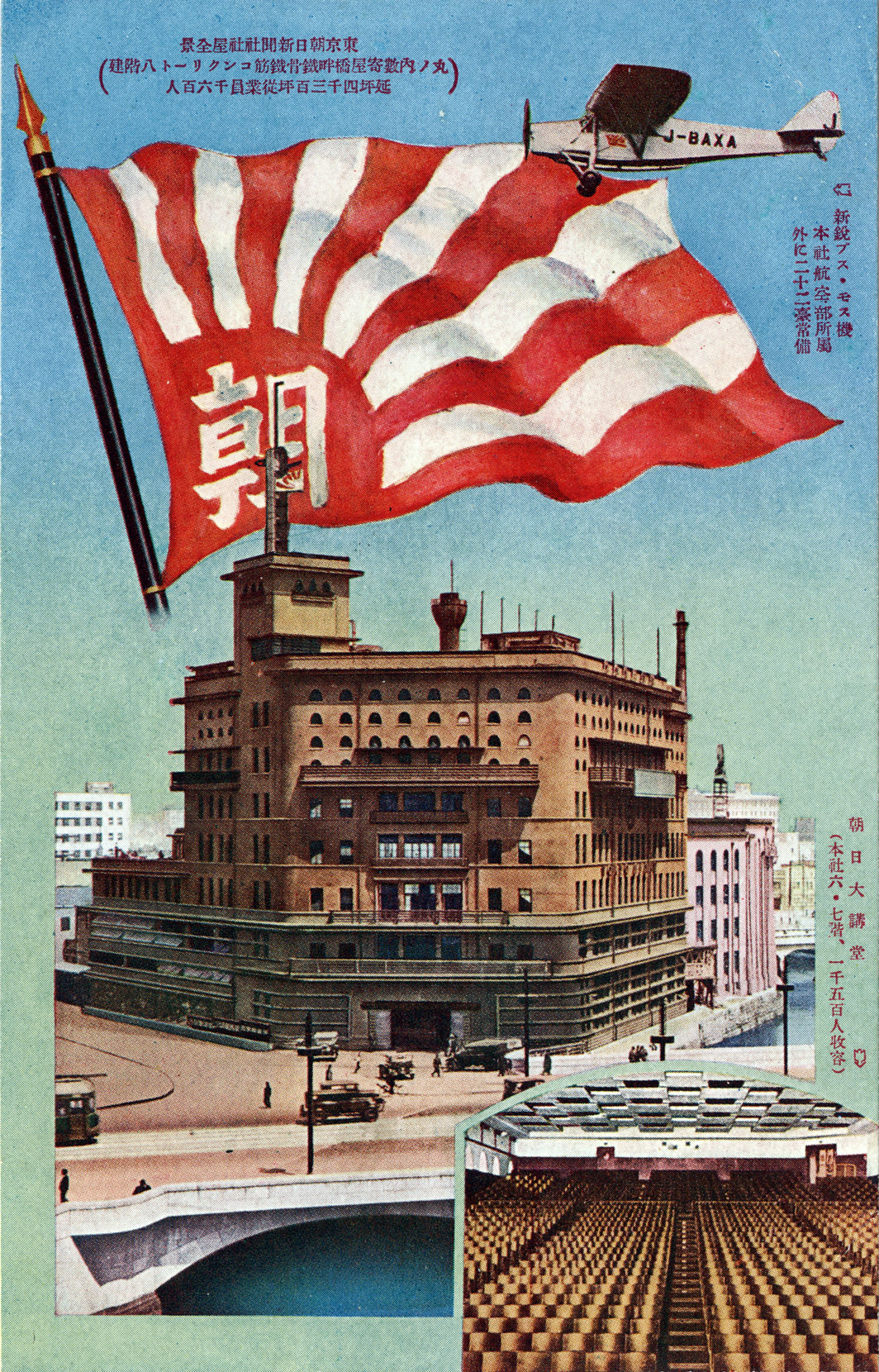
Siège du journal Asahi Shinbum réalisé par Ishimoto Kikuji (1927).
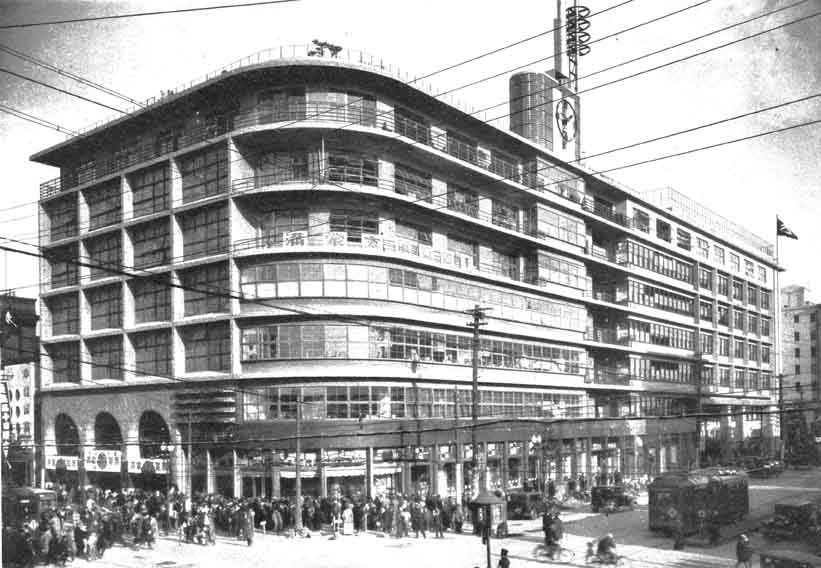
Grand magasin Shirokiya réalisé par Ishimoto Kikuji (1928).
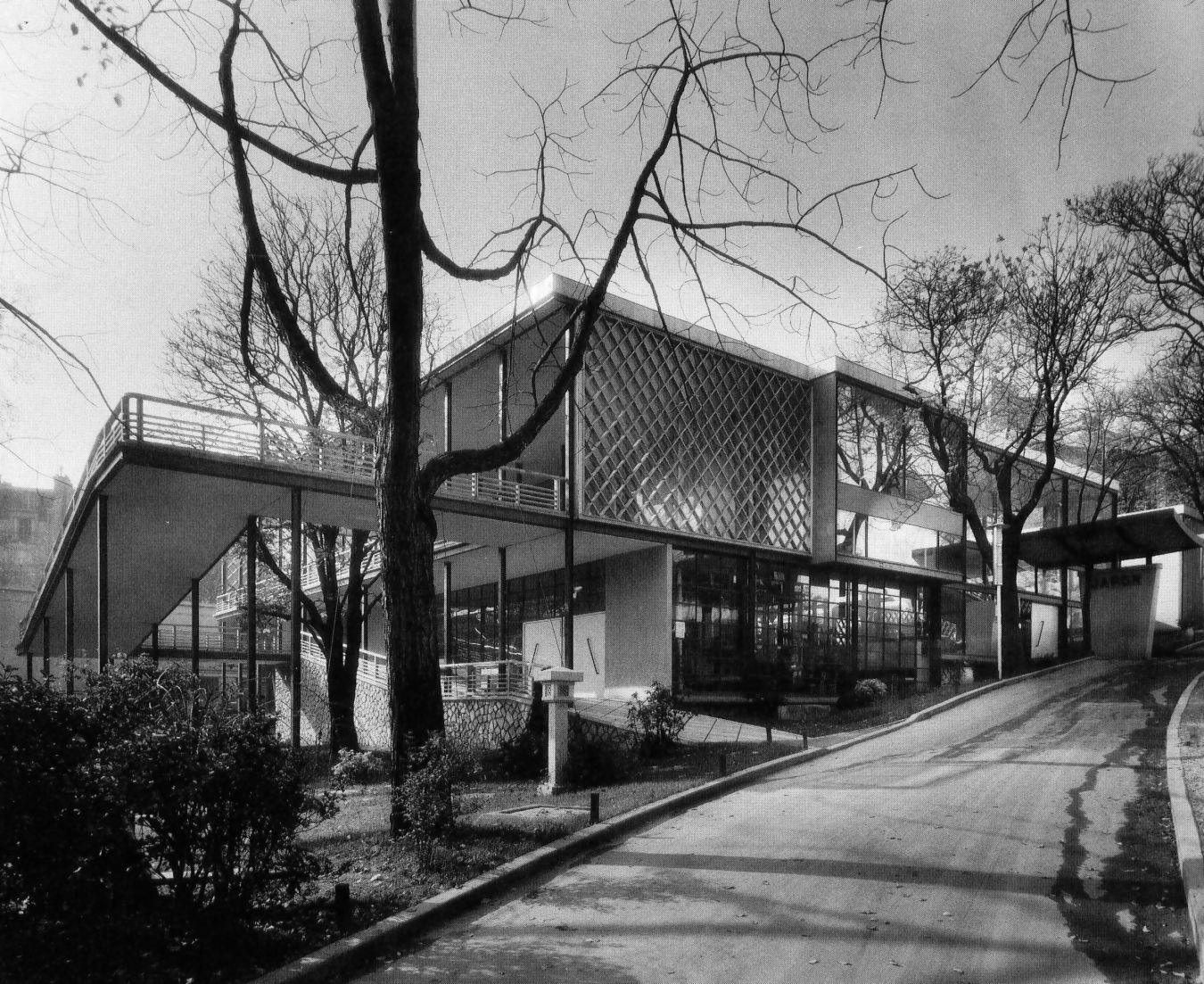
Pavillon japonais de l'exposition universelle de Paris réalisé par Junzō Sakakura (1937).
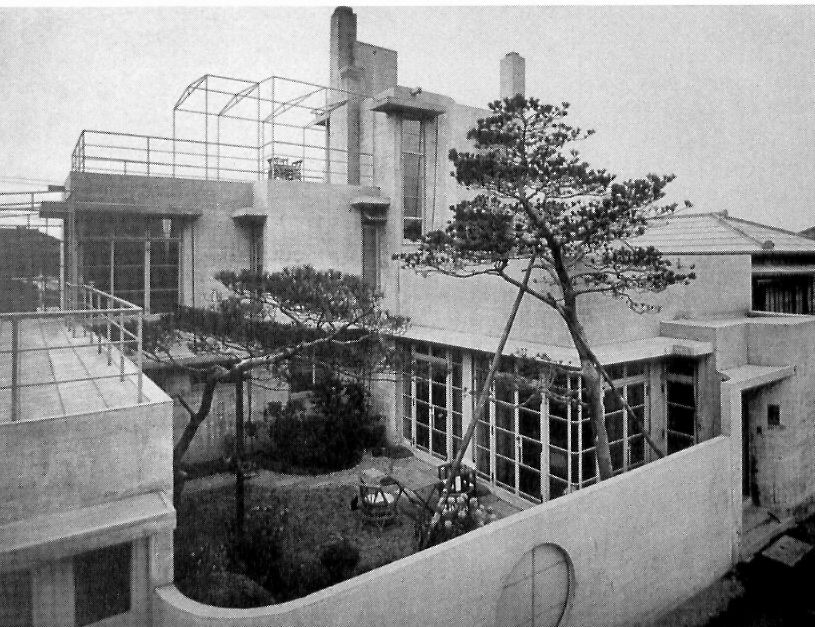
Maison Reinanzaka réalisée par Antonín Reimann (1924).
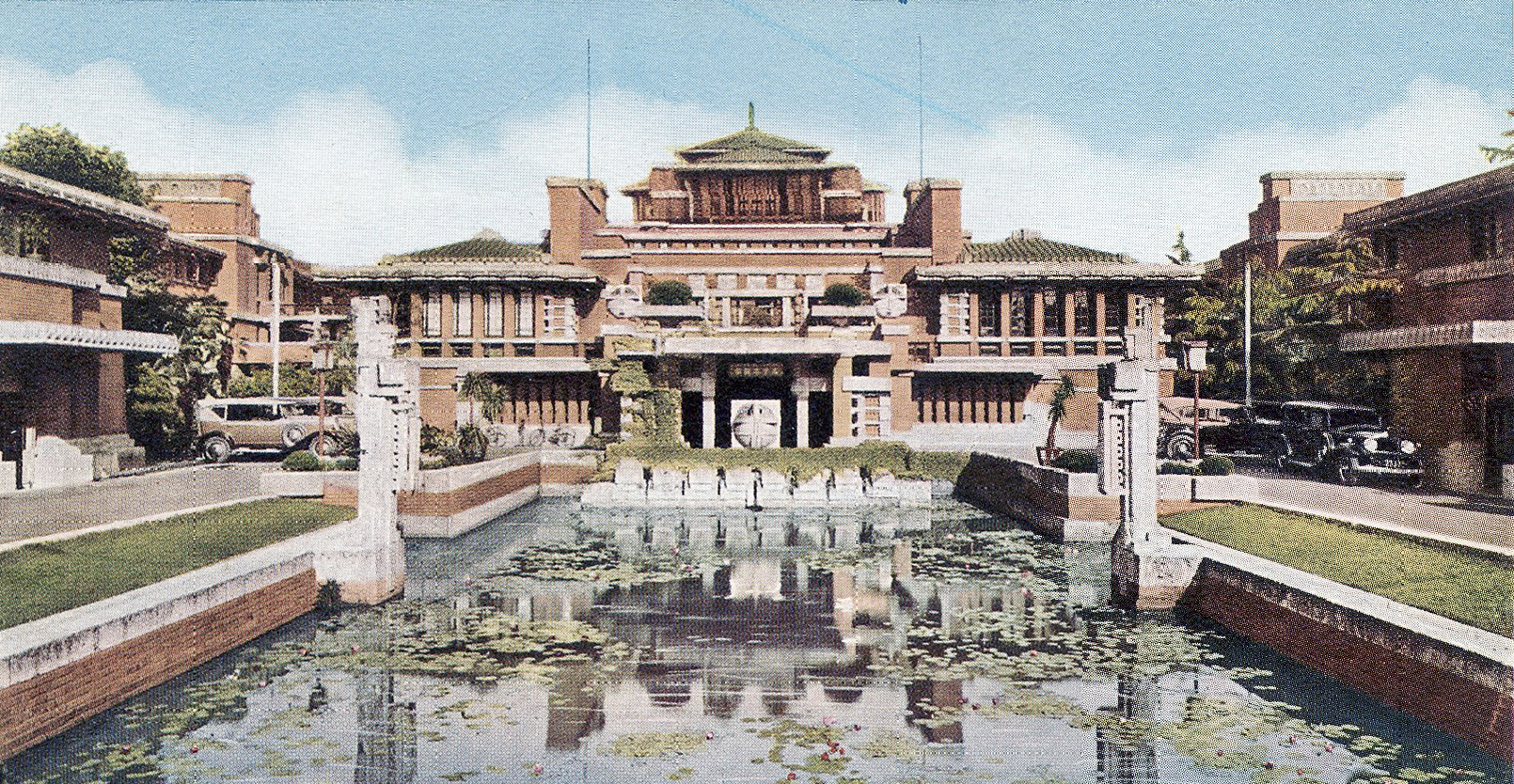
Hôtel impérial réalisé par Frank Lloyd Wright (1923).

### Architecture de l'après-guerre

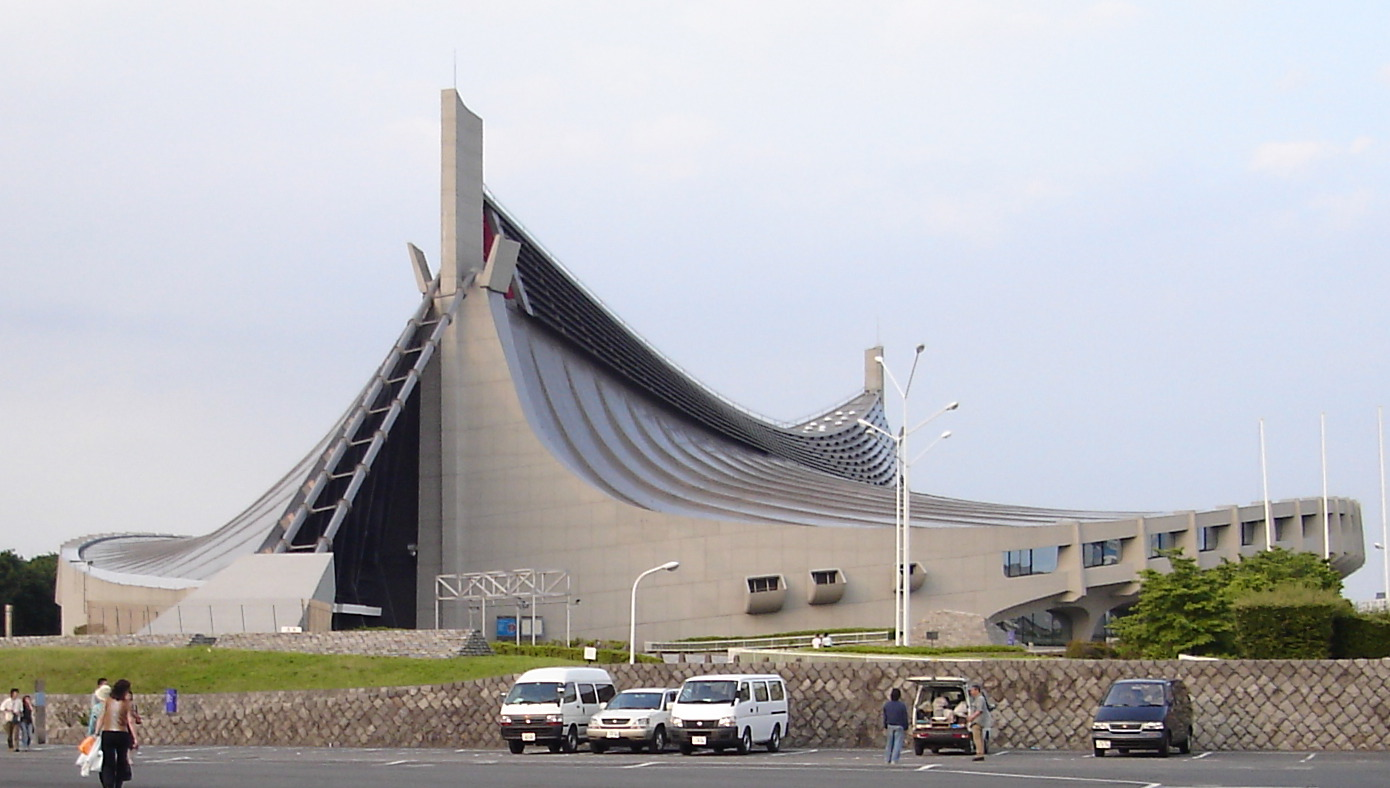
L'ensemble sportif de Yoyogi des Jeux olympiques de Tōkyō de Kenzō Tange (1961-1964).

La nécessité de reconstruire le Japon après la Seconde Guerre mondiale donna une forte impulsion à l'architecture japonaise, plaçant ainsi les constructions contemporaines japonaises parmi les plus impressionnantes en termes de technologie et de conception formelle. L'architecte japonais contemporain le plus connu à l'étranger est probablement Kenzō Tange. On lui doit l'ensemble sportif de Yoyogi (国立代々木競技場, en 1964) des Jeux olympiques de Tōkyō, soulignant un contraste entre l'enchevêtrement des murs et piliers du bâtiment avec les toits raides et réminiscents du tomoe, un antique symbole héraldique et religieux en forme de « yin et yang » à trois branches engendrant des rapports de formes et de mouvements dynamiques.
Avec l'arrivée des techniques de construction occidentales et de nouveaux matériaux de nouvelles structures en béton et en acier furent réalisées en contraste fort avec les modèles architecturaux traditionnels. Le Japon joua un rôle moteur dans la conception des gratte-ciel modernes, du fait de sa connaissance parfaite du principe du porte-à-faux qui permet de soutenir de lourdes charges comme les toits lourds des temples. Frank Lloyd Wright fut fortement influencé par les arrangements spatiaux de l'architecture japonaise et sa façon d'interpénétrer les espaces intérieur et extérieur en créant des ouvertures dans les murs à l'aide de portes coulissantes. À la fin du XXe siècle, cependant, seule l'architecture domestique et religieuse japonaise est régie par ce style commun. Les villes se raidirent avec l'arrivée des gratte-ciel modernes : la vue de l'horizon de Tokyo reflète parfaitement l'assimilation des techniques et formes occidentales modernes dans l'architecture nippone en restant fidèle à la tradition architecturale du pays.

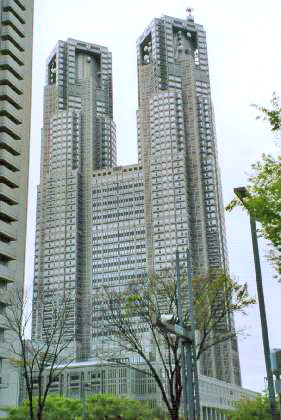
La mairie de Tokyo et ses tours jumelles de Kenzō Tange (1991).

Le réaménagement de l'espace urbain rendu nécessaire à la suite de la dévastation laissée à la fin de la Seconde Guerre mondiale produisit des architectes majeurs tels que Kunio Maekawa et Kenzō Tange. Kunio Maekawa, en tant que disciple de l'architecte franco-suisse mondialement connu, Le Corbusier, engendra des constructions fonctionnelles et modernes dans un style totalement international. Kenzō Tange, qui travailla d'abord pour Kunio Maekawa, soutint lui aussi le concept de modernité fonctionnelle. Tous deux étaient enclins aux idées d'infusion de l'esthétique japonaise à l'intérieur de la rigidité contemporaine des bâtiments, retournant vers les concepts spatiaux et proportions modulaires traditionnelles issus des tatamis (畳, nattes de paille). Ils employèrent différents matériaux et textures afin d'égayer l'omniprésence morne du béton armé et de l'acier, intégrant notamment des jardins et des sculptures à leurs constructions.
Tange employa le principe du porte-à-faux dans un système de piliers et de poutres hérités des anciens palais impériaux ; le pilier — un élément traditionnel des constructions de bois japonaises — devint un élément fondamental dans ses conceptions. Fumihiko Maki avança de nouvelles idées d'urbanisation avec ses idées basées sur le principe du cocooning autour d'un espace intérieur (oku), un concept spatial japonais adapté aux besoins urbains. Il préconisa également l'usage d'espaces ouverts (ma), se référant ainsi à l'esthétique japonaise héritée des idées bouddhistes. Cette esthétique typiquement japonaise se retrouve dans l'ensemble des conceptions de Maki, comme la mise en avant d'ouvertures sur d'intimes jardins japonais (日本庭園, nihon teien) proches du niveau du sol, éludant ainsi les horizons dissonants. Le concept architectural dominant des années 1970, le « métabolisme » de la convertibilité, qui permet de modifier l'utilisation des espaces en les adaptant aux besoins du moment, est fortement présent dans l'ensemble des constructions modernes du pays.

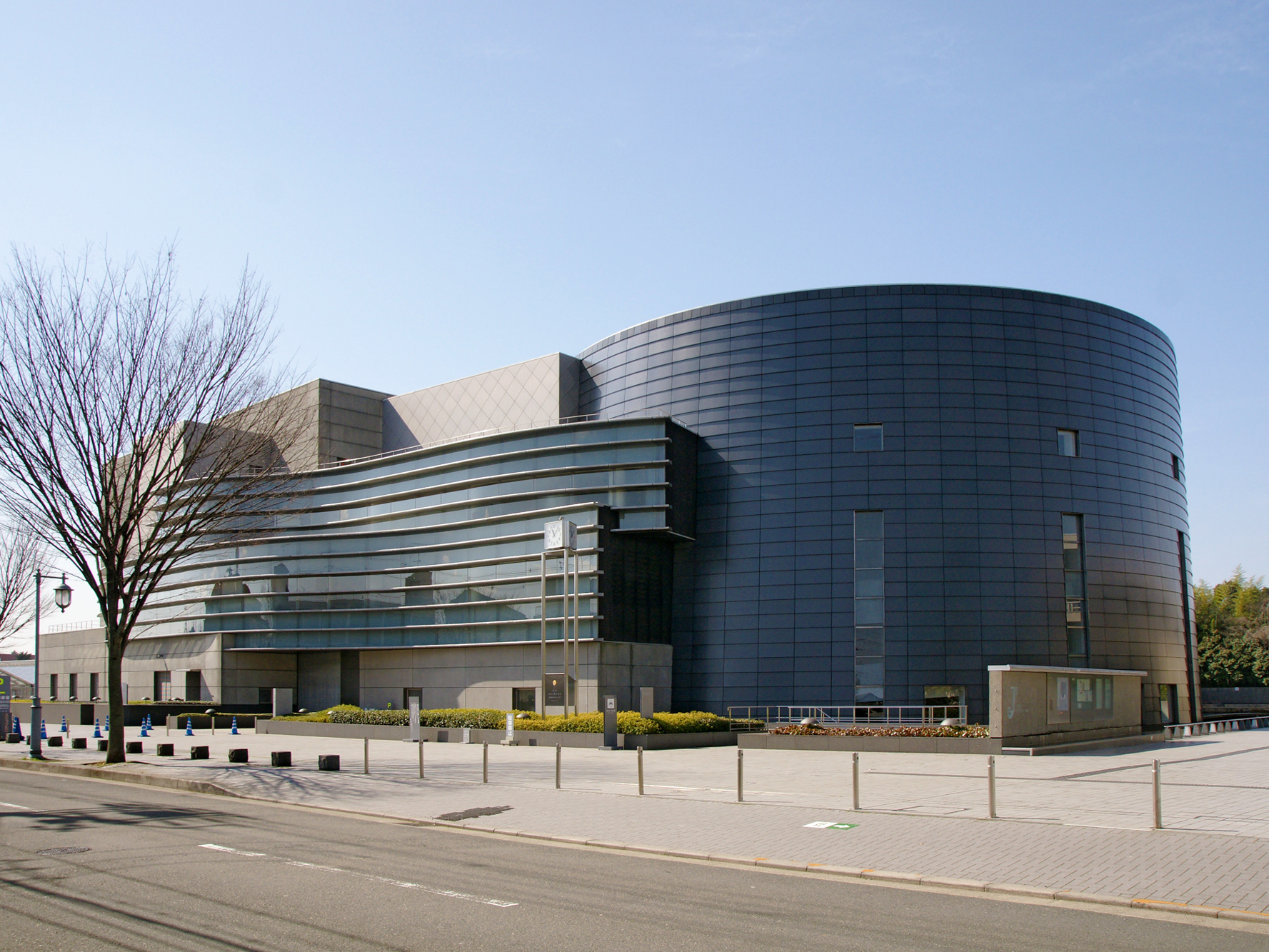
Le Kyōto Concert Hall (Kyoto) d'Arata Isozaki. 1995

Arata Isozaki fut un architecte important des années 1970 et 1980, à l'origine étudiant et collaborateur de Tange, il s'inspira également du travail de Le Corbusier en focalisant son attention sur les motifs géométriques et les formes cubiques. Il synthétisa les concepts issus de la technologie des constructions occidentales, en ajoutant, un agencement fonctionnel et des idées esthétiques singulièrement japonaises, dans le but de créer un style japonais moderne. La prédilection d'Isozaki pour le style cubique et la pergola dans ses constructions de grande échelle, pour les voûtes semi-circulaires dans ses bâtiments domestiques, et pour les voûtes disposées en berceau dans ses constructions ovoïdes engendrèrent un nombre remarquable de variations de styles et de formes saisissantes. Les architectes de la nouvelle vague des années 1980 ont été influencés par ces conceptions, prolongeant le modèle équilibré d'Arata Isozaki, souvent par mimétisme, parfois, en allant à l'encontre de celles-ci.
Plusieurs groupes expérimentaux d'avant-garde furent entourés par la nouvelle vague à la fin des années 1970 et durant les années 1980. Ils réexaminèrent et modifièrent les constructions de formes géométriques du modernisme en introduisant des concepts métaphysiques, produisant quelques effets à l'imaginaire surprenant. Par contraste avec les innovations de ces avant-gardistes et leur modernisme à la structure rigide, le minimalisme poétique et expérimental de Tadao Andō incarna le postmodernisme : une approche plus équilibrée et humaniste de l'architecture.

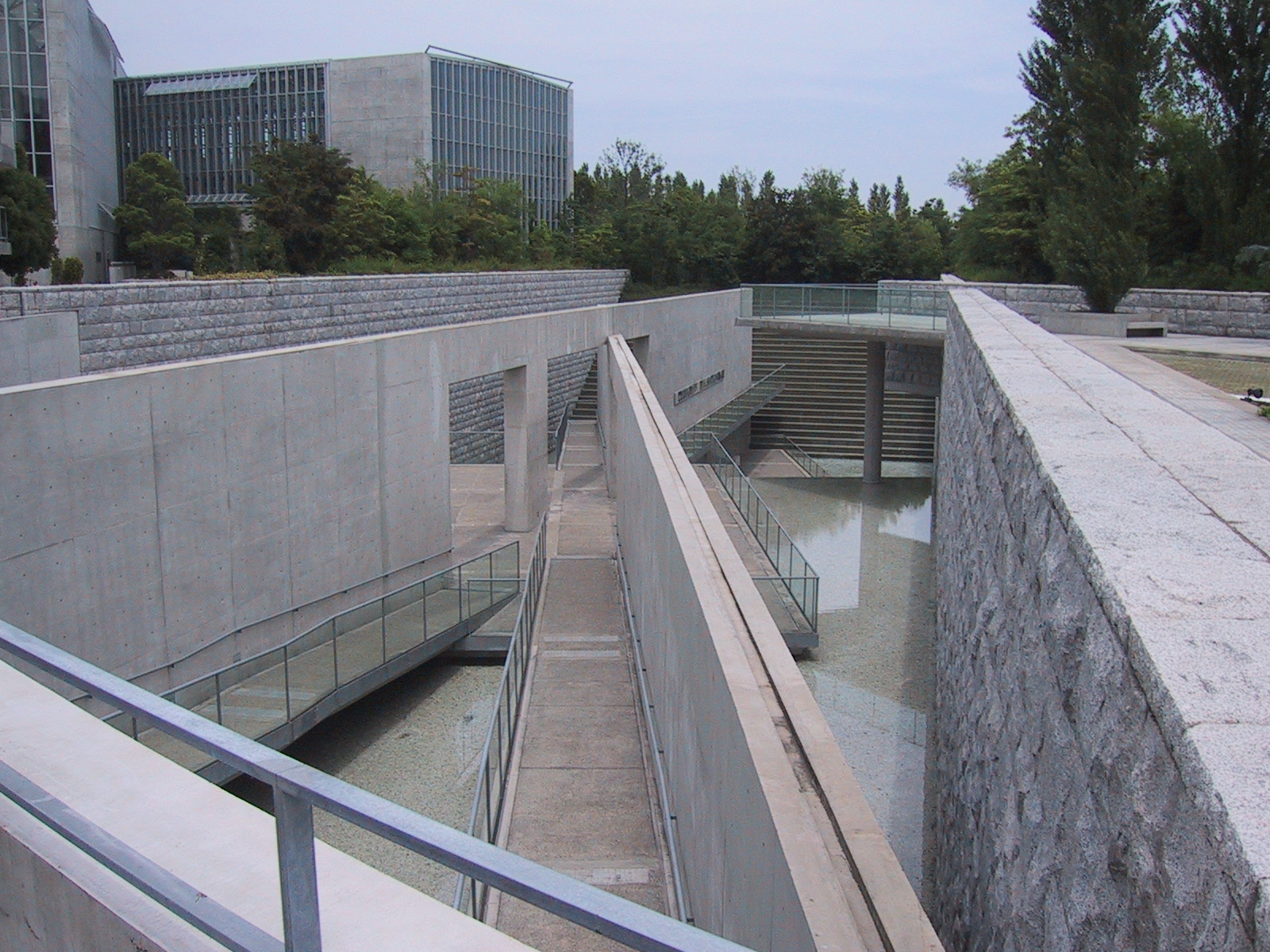
Le Westin Awaji Island Hotel sur l'île d'Awaji de Tadao Andō (1991).

Les bâtiments de Tadao Ando étaient pourvus de sources lumineuses variées, issues entre autres de l'utilisation importante de briques de verre et d'espaces ouverts sur le milieu extérieur. Il adapta les cours intérieures des maisons traditionnelles d'Osaka à la nouvelle architecture urbaine, en utilisant des escaliers et des ponts ajourés afin de diminuer l'atmosphère exiguë des logements citadins habituels. Ses idées se répandirent dans les années 1980, quand des bâtiments furent plus généralement placés autour de cours ou de places ouvertes, le plus souvent avec des terrasses disposées en étages, de caillebotis piétonniers, ou de ponts reliant des complexes de bâtiment. En 1989, Tadao Ando devint le troisième Japonais à recevoir le prix de l'Académie française d'architecture, une indication de la renommée internationale des architectes japonais, et beaucoup d'entre eux firent construire des bâtiments importants à l'étranger pendant les années 1980. Les architectes japonais furent reconnus comme n'étant pas seulement d'habiles praticiens du modernisme, mais aussi comme des enrichisseurs du postmodernisme avec des innovations dans les perceptions de l'espace, une texturisation des environnements extérieurs subtile, une utilisation peu commune des matériaux industriels, et une conscience développée des problèmes écologiques et topographiques.

### XXIesiècle

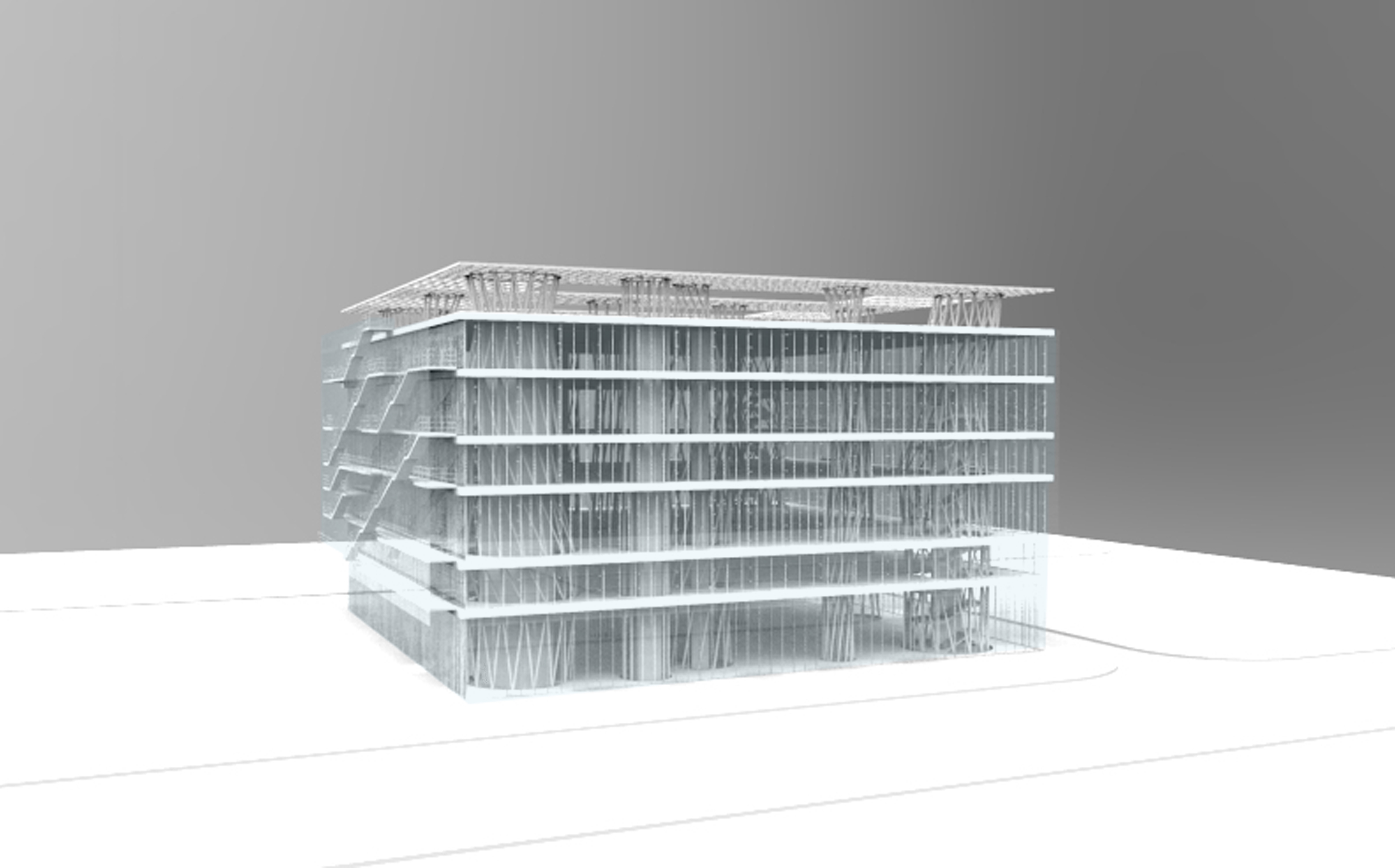
Médiathèque de Sendai. Préfecture de Miyagi, Tōhoku. Toyo Ito architecte. 2001
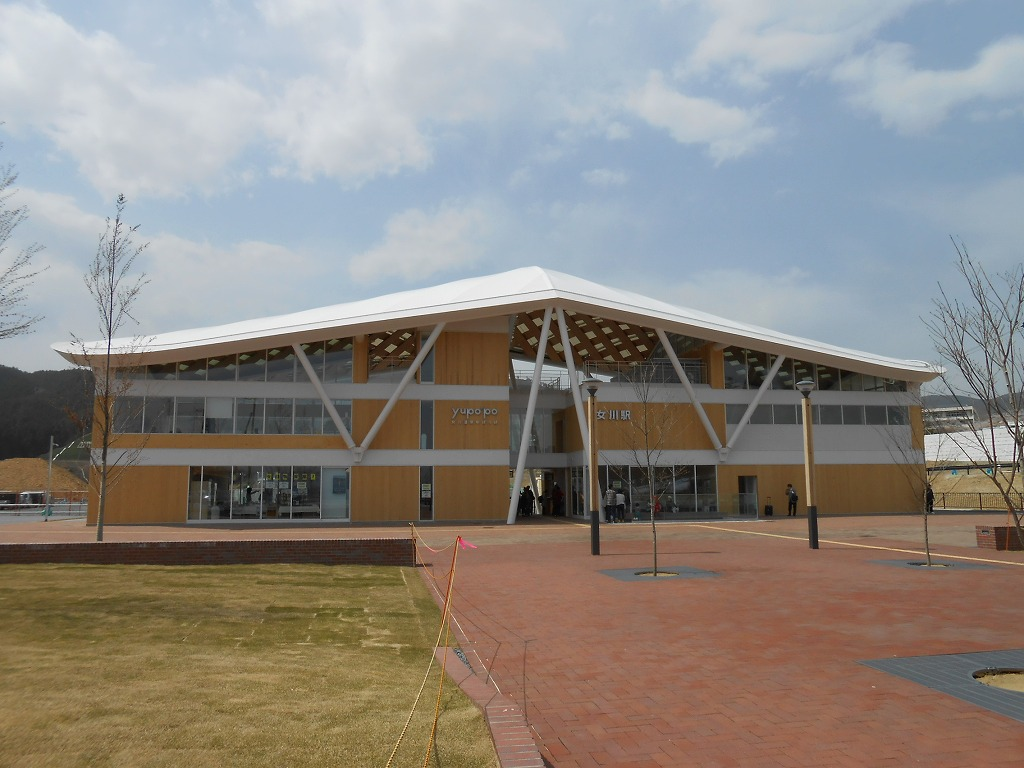
Gare d'Onagawa après le tsunami de 2011. Shigeru Ban. 2015
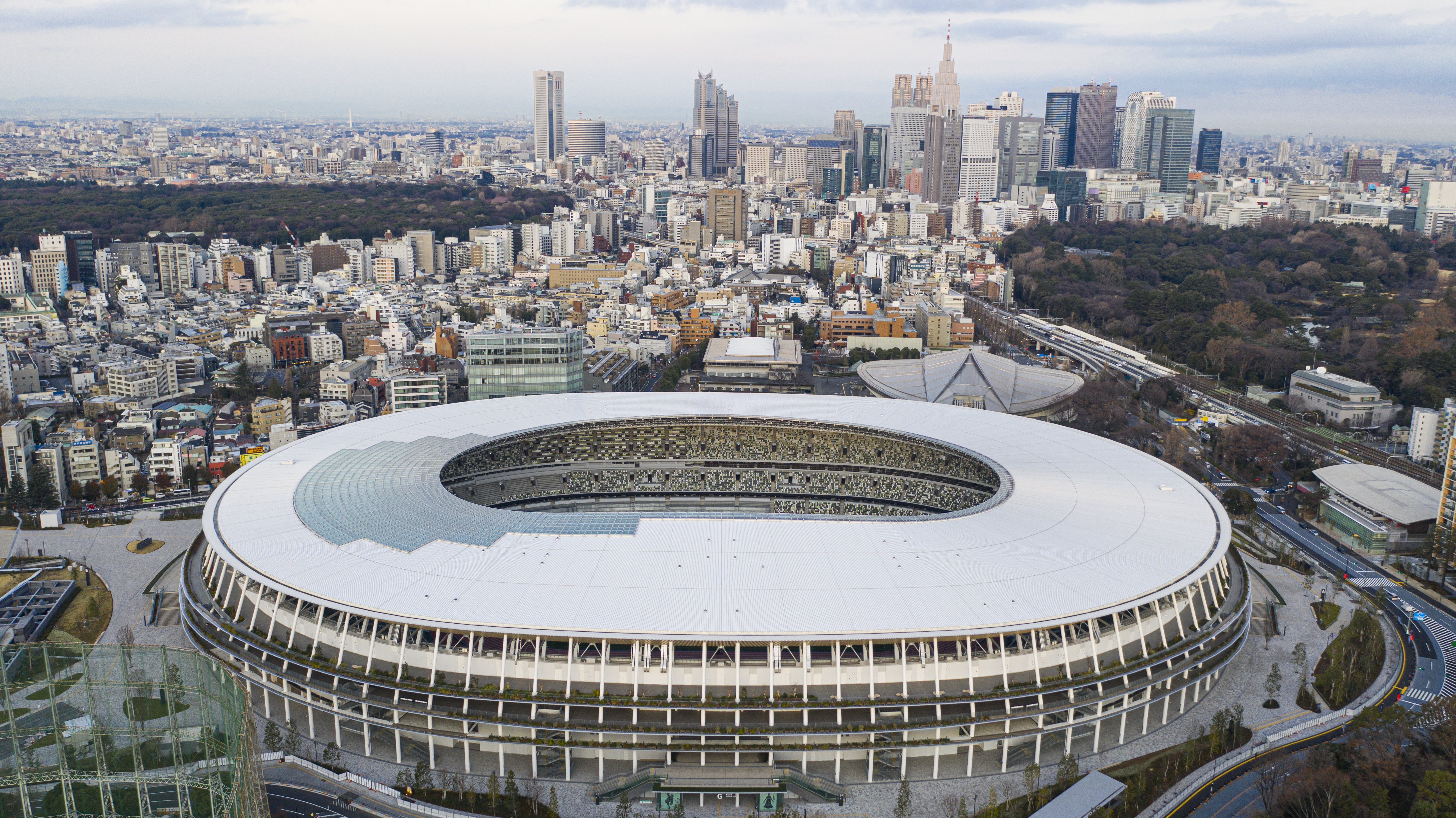
Nouveau stade olympique national, Tokyo. Kengo Kuma architectes. 2019
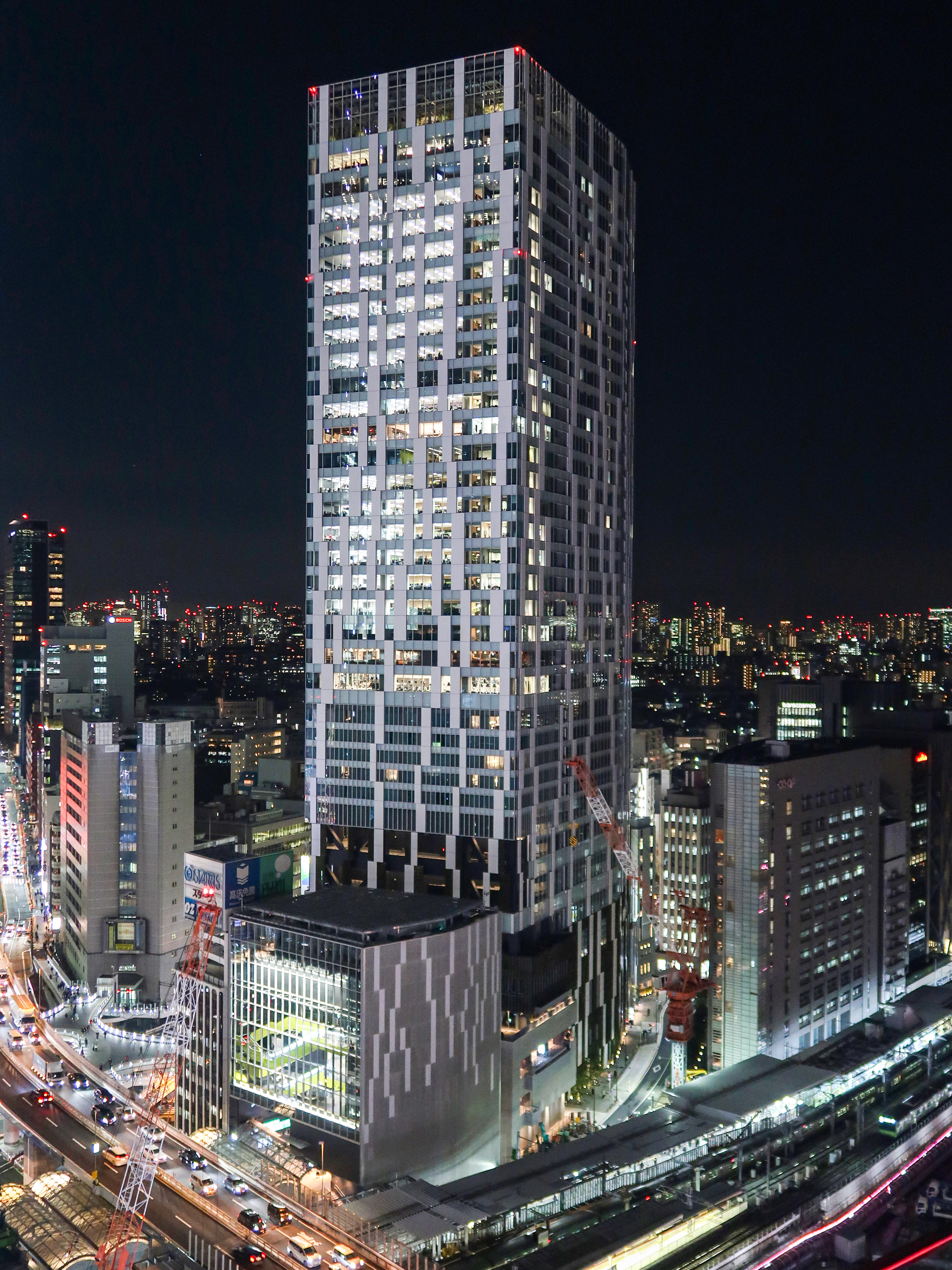
Shibuya Stream (dir. Google-Japon). Tokyo. Kengo Kuma, SANAA et Nikken Design. 2018
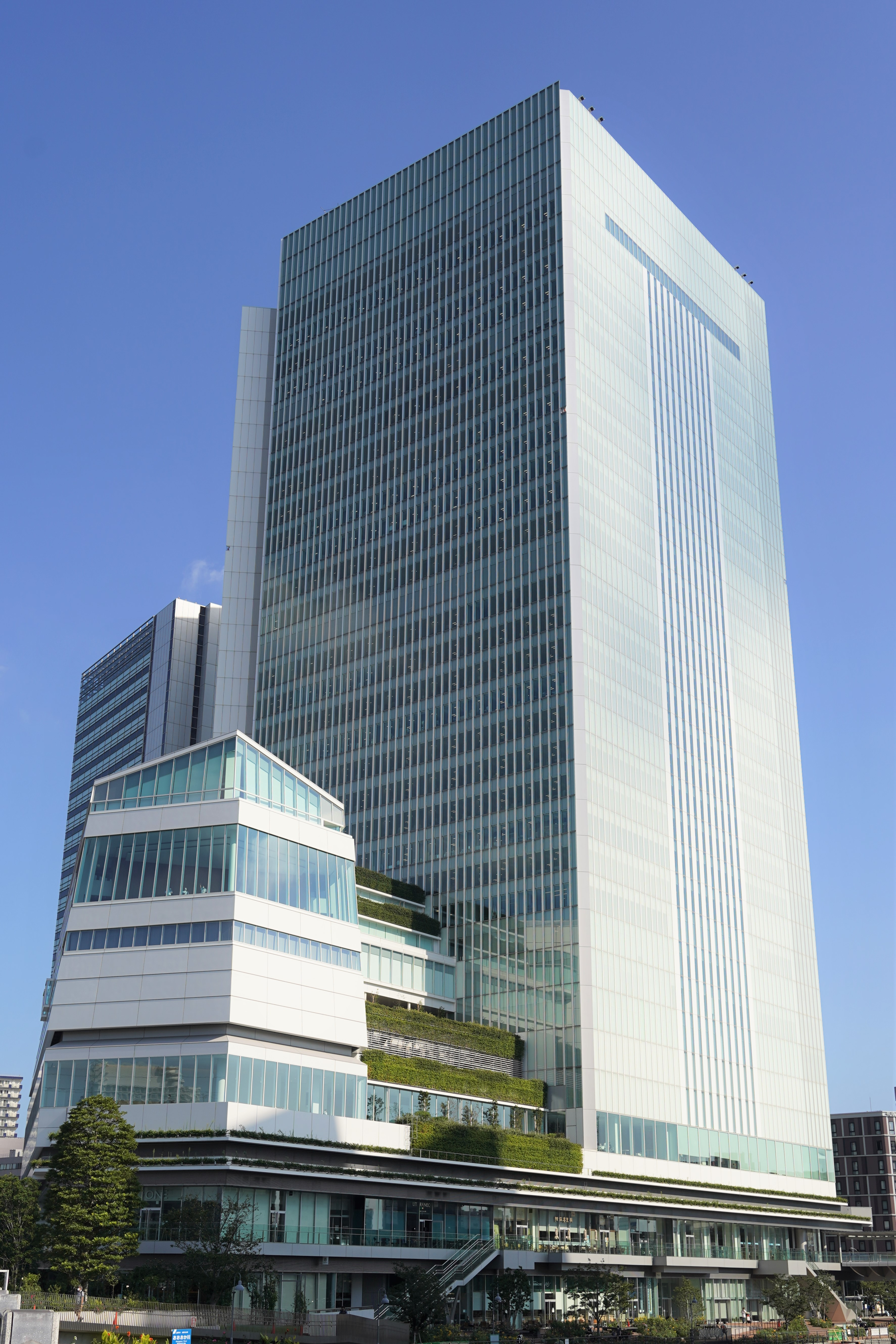
Yokohama City Hall. Maki and Associates architectes, 2020
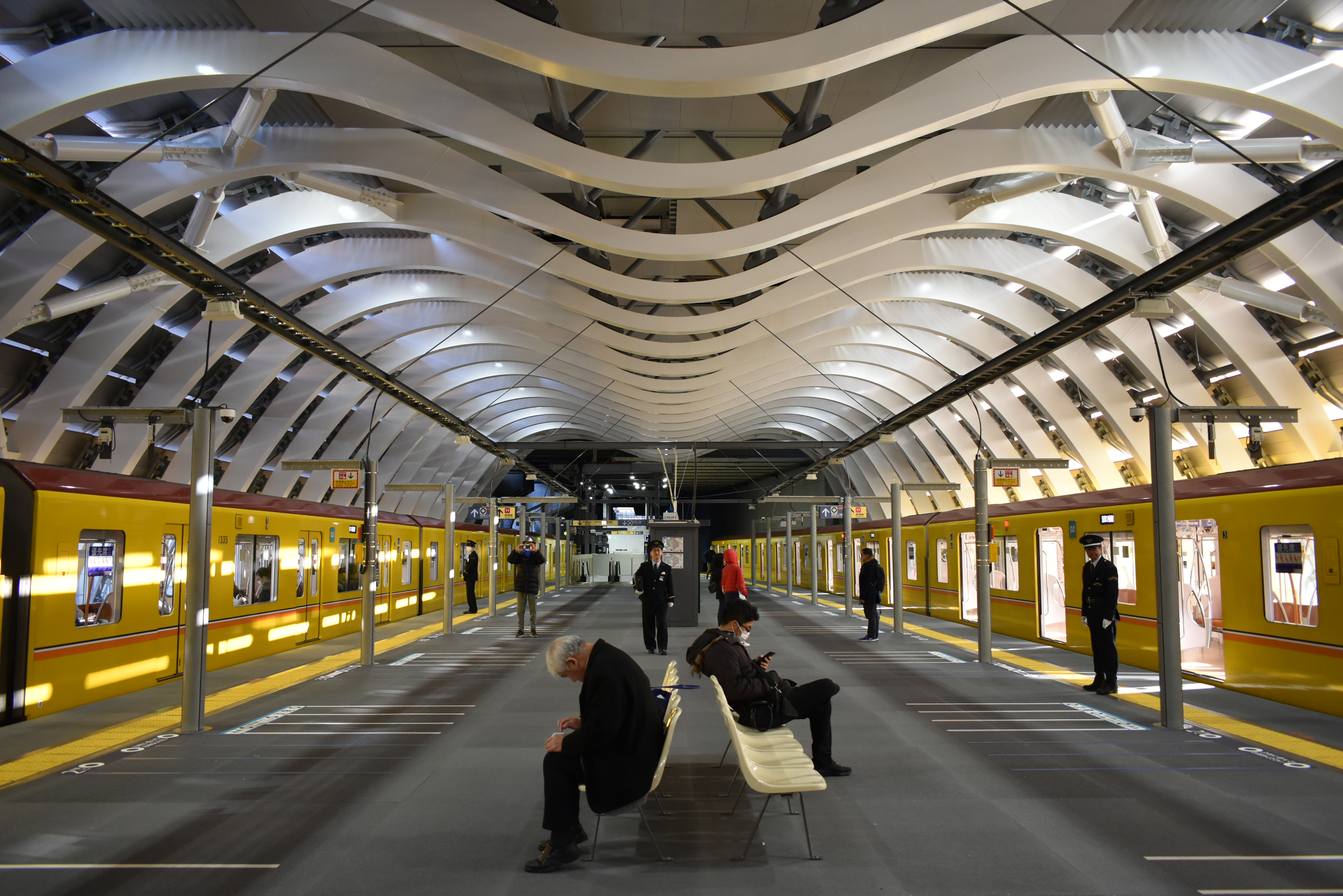
Métro Shibuya, G01, Z01 F16. Le 3 janvier 2020
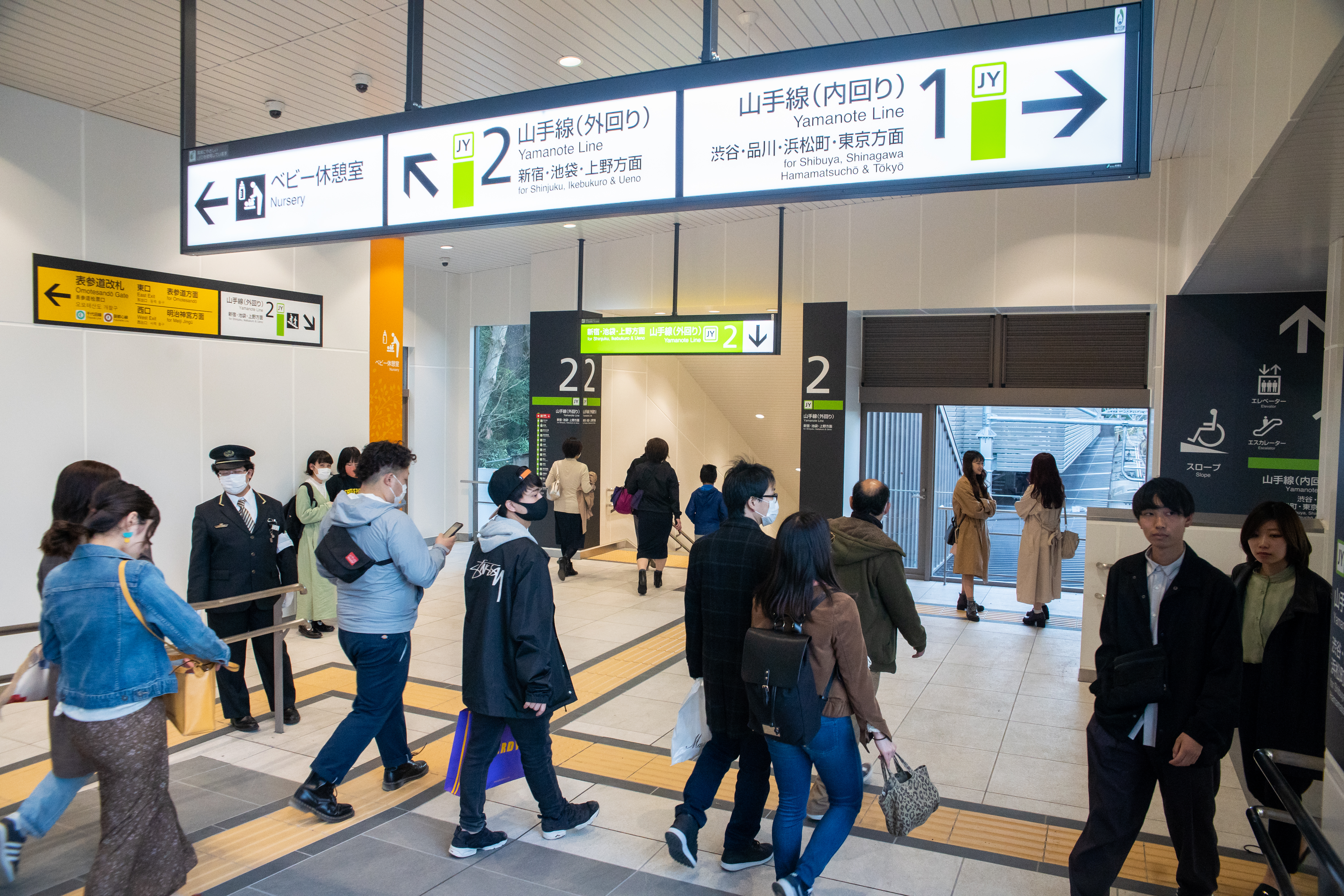
Gare de Harajuku. Design circulation. 21 mars 2020. Quartier de Shibuya. Tokyo

Dans les années 2010, plusieurs bâtiments emblématiques d'après-guerre sont démolis : l'hôtel Okura de Tokyo en 2015, le musée d'art moderne de Kamakura (en) en 2016, et le Sony Building en 2017. Le Nakagin Capsule Tower est également menacé.
L'architecture contemporaine au Japon pourrait être concernée par l'évolution de l'urbanisme au Japon, dans les années 2020, avec l'émergence du concept de ville compacte (compact city) en raison de l'étalement urbain (années 1960s et 1980s) et de la baisse de la natalité et du vieillissement de la population.
Les savoir-faire, les techniques et les connaissances traditionnels liés à la conservation et à la transmission de l’architecture en bois au Japon sont inscrits sur la liste représentative du patrimoine culturel immatériel de l'humanité en décembre 2020 par l'UNESCO.

### Principaux architectes japonais contemporains
Pour une liste plus importante, se référer à la catégorie Architectes japonais.
- Kunio Maekawa (前川 國男, Maekawa Kunio?, 1905-1986)
- Kenzō Tange (丹下 健三, Tange Kenzō?, 1913-2005)
- Fumihiko Maki (槇 文彦, Maki Fumihiko?, 1928-)
- Kishō Kurokawa (黒川 紀章, Kurokawa Kisho?, 1934-)
- Yoshio Taniguchi (谷口 吉生, Taniguchi Yoshio?, 1937-)
- Tadao Andō (安藤 忠雄, Ando Tadao?, 1941-)
- Toyo Ito (伊東 豊雄, Ito Toyo?, 1941-)
- Yuzuru Tominaga (富永 譲, Tominaga Yuzuru?, 1943-)
- Kengo Kuma (隈 研吾, Kuma Kengo?, 1954-)
- Kazuyo Sejima (妹島 和世, Sejima Kazuyo?, 1956-), agence SANAA
- Shigeru Ban (坂 茂, Ban Shigeru?, 1957-)

## Sources